# 郡上一揆

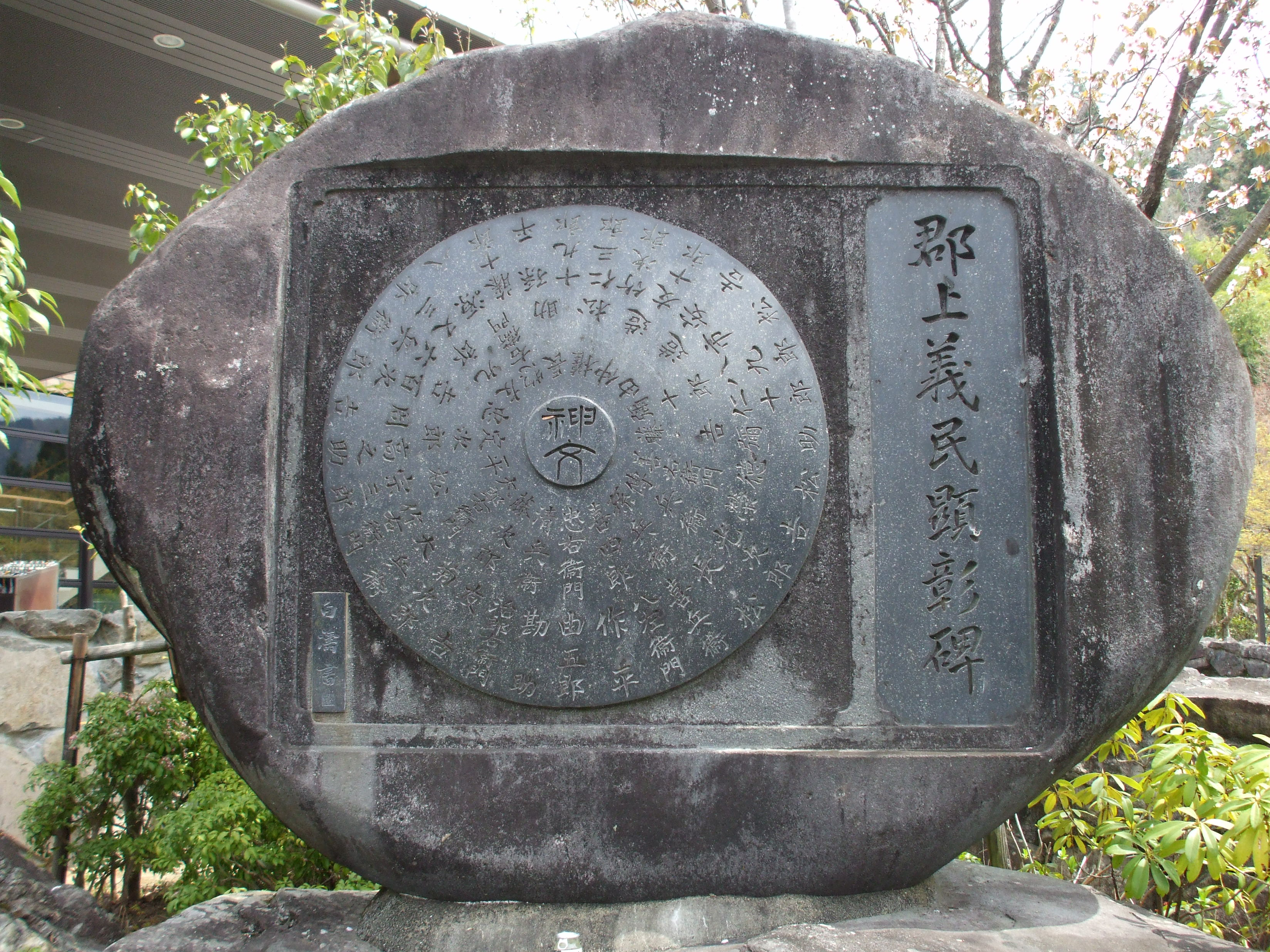
郡上八幡城内にある郡上義民顕彰碑。碑の形状は傘連判状をモデルにしている。

郡上一揆（ぐじょういっき）は、江戸時代に美濃国郡上藩（現岐阜県郡上市）で宝暦年間に発生した大規模な一揆のことである。郡上藩では延宝5–天和3年（1677–83）にも年貢引き上げに藩内部の路線対立が絡んだ一揆が発生したが、一般的には郡上藩主金森氏が改易され、老中、若年寄といった幕閣中枢部の失脚という事態を招いた宝暦4–8年（1754–58）の一揆を指す。

## 概要
郡上一揆は、郡上藩がこれまでの年貢徴収法であった定免法から検見法に改め、更に農民らが新たに開発していた切添田畑を洗い出して新規課税を行うことにより増税を行うことを決定し、それをきっかけとして発生した。極度の財政難に悩まされていた郡上藩では、一揆開始前から各種の賦課が増大しており、一揆開始当初は豪農層や庄屋など豊かな農民や郡上郡内でも比較的豊かであった郡上八幡中心部よりも、長良川の下流域にあった村々が一揆を主導していた。
農民らの激しい抵抗に直面した郡上藩側はいったん検見法採用を引っ込めたものの、藩主金森頼錦の縁戚関係を頼るなどして、幕領である美濃郡代の代官から改めて郡上藩の検見法採用を命じたことにより一揆が再燃した。しかし藩側の弾圧や懐柔などで庄屋など豊かな農民層の多くは一揆から脱落し、その後は中農、貧農が運動の主体となる。一揆勢は藩主への請願を行い、更には藩主の弟にとりなしを依頼するが、郡上藩側からは弾圧された。また一揆本体にも厳しい弾圧が加えられたこともあって一揆勢は弱体化し、郡上郡内は寝者と呼ばれる反一揆派が多くなった。このような困難な情勢下、一揆勢は老中への駕籠訴を決行するに至る。
老中への駕籠訴が受理されたことによって郡上一揆は幕府の法廷で審理されることになり、一揆勢は勢いを盛り返した。しかし当初進められていた審理は中断し、問題は解決の方向性が見られないまま長期化する。そのような中、一揆勢は組織を固め、藩の弾圧を避けるために郡上郡外の関に拠点を設け、闘争費用を地域ごとに分担し、献金によって賄うシステムを作りあげるなど、優れた組織を構築していく。また郡上一揆と同時期に郡上藩の預地であった越前国大野郡石徹白で、野心家の神主石徹白豊前が郡上藩役人と結託して石徹白の支配権を確立しようとしたことが主因である石徹白騒動が発生し、郡上藩政は大混乱に陥った。
最終的に郡上一揆と石徹白騒動はともに目安箱への箱訴が行われ、時の将軍徳川家重が幕府中枢部関与の疑いを抱いたことにより、老中の指揮の下、寺社奉行を筆頭とする5名の御詮議懸りによって幕府評定所で裁判が行われることになった。裁判の結果、郡上一揆の首謀者とされた農民らに厳罰が下されたが、一方領主であった郡上藩主の金森頼錦は改易となり、幕府高官であった老中、若年寄、大目付、勘定奉行らが免職となった。江戸時代を通して百姓一揆の結果、他にこのような領主、幕府高官らの大量処罰が行われた例はない。また将軍家重の意を受けて郡上宝暦騒動の解決に活躍した田沼意次が台頭する要因となり、年貢増収により幕府財政の健全化を図ろうとした勢力が衰退し、商業資本の利益への課税が推進されるようになった。

## 一揆の遠因

### 豊かではなかった郡上藩領
郡上一揆の舞台となった郡上藩は美濃国郡上郡と越前国大野郡にまたがった山間部の小藩であった。美濃国郡上郡は三方を山に囲まれており、郡上郡の北東部を南北に吉田川が流れ、吉田川流域のことを明方筋、北西部を南北に上之保川（現在は一般的に長良川と呼ぶ）が流れ、上之保川流域を上之保筋と呼んだ。そして吉田川、上之保川の合流地点から下流の郡上郡南部を下川筋、郡上八幡城周辺を小駄良筋と呼んだ。
郡上藩領全体の石高は元文元年7月18日（1736年8月24日）の金森頼錦が襲封した時点での記録によれば38,764石余りとされ、うち郡上郡内に当たる美濃領内は宝暦6年（1756年）の記録では23,293石となっている。
当時の郡上郡内では水田による稲作と畑作以外に、山間部では広く焼畑が行われヒエ、粟、大豆、蕎麦などが栽培されていたが、焼畑での生産力は限られたものであった。
江戸時代の郡上一揆発生当時に農民たちは郡上での農業について、郡上藩は白山に近く大日ヶ岳、鷲ヶ岳などという山々に囲まれているため、春は遅くまで雪が残る上に水が冷たく、秋は霜や降雪が早く、稲作りに困難が多い上に、山間部にあるのでイノシシ、シカ、サルが作物を荒らすことが頻繁であり、農業による生活が苦しいと訴えた文章が残っている。
延宝4年（1676年）にはこれまで一石につき三升であった口米が四升に増税されることが決められたため、豊かではない郡上藩領の農民は強く反発し、増税取り下げを要求した。当時の郡上藩主遠藤常春は幼少であり、郡上藩内では増税派、反増税派の争いが激しさを増して藩政の主導権争いとリンクし、大混乱に陥った。そのような情勢下で農民たちは一揆を起こし、結局、喧嘩両成敗の形を取って増税派、反増税派双方の責任者クラスを処分したという事態が発生していた。
その上に、もともと生産性が高くなかった郡上郡内にも、時代の変革の波はやってきていた。郡上一揆が発生した江戸時代の中期には商品経済が発達を見せ、米以外に養蚕やタバコなどといった換金性の高い生産活動に従事することが増えた。これは本業である稲作においても、鉄製の農機具や肥料等の購入代金を得るために現金収入を得る必要性が高まっており、この結果、郡上でも養蚕や紙漉きなどといった労力を要する現金収入手段を得られる豪農と、そのような余裕が無い貧農との農村社会内の分化が始まっていた。またこのような社会情勢の変化に応じて、郡上藩は商品作物などに対する課税強化を進めていた。

### 転封が続いた金森家
郡上一揆当時の郡上藩主は金森頼錦であった。金森氏は天正18年（1585年）に金森長近が飛騨を平定し、3万8700石の領有を認められた後、関ヶ原の戦いで東軍に属したため、金森氏は引き続き高山藩主として飛騨一国を治めていた。
第6代藩主である金森頼旹の元禄5年（1692年）7月、金森頼旹は飛騨の領地を召し上げられ出羽上山に転封となった。金森氏領地であった飛騨は天領となり、これは幕府が飛騨の豊かな山林資源や鉱物資源に目を付け、天領とするために金森氏を転封させたとも言われているが、転封の真の理由ははっきりしない。しかし金森氏の上山領有はわずか5年足らずで終わり、元禄10年（1697年）6月、今度は郡上へ転封となった。
二度に渡る転封により金森氏の財政は大きく圧迫された。上山時代、財政難に見舞われた金森頼旹は幕府の許可を得て家臣の召し放ちを行ったが、郡上藩主となった直後の元禄12年（1699年）、前々藩主であった井上正任、前藩主井上正岑の定めた、作物の収穫高を行った上で年貢高を決定する検見法による税率が高かったことにより、農民らが江戸表の金森藩邸に訴えるという事態が発生したため、金森頼旹は作高に関わらず定率の年貢を賦課する定免法へと変更し、それに伴い税率も引き下げられた。転封とその直後に実施した税率引き下げにより財政状況が更に悪化したため、元禄14年（1701年）には幕府の許可を得て更なる家臣の召し放ちを行わざるを得なかった。
その上、江戸の芝金椙邸は享保2年（1717年）に焼失し、享保8年（1723年）9月には再建されたが、10月に再び焼失してしまった。藩の財政難を案じた金森頼時はその後江戸藩邸の再建を行わず、元文元年（1736年）、仮住まいの江戸芝の藩邸で死去した。

### 幕府経済政策の曲がり角
17世紀初頭の江戸幕府の開始時からしばらくの間、幕府財政は健全財政を保っていた。当初、幕府の財政を支えていたのが天領からの年貢収入の他に、金山、銀山からの鉱業収入、そして貿易収入であった。しかし17世紀後半になると鉱山の金銀産出量は激減し、貿易も厳しい制限が加えられるようになったためやはり収入が激減し、勢い幕府財政はそのほとんどを天領からの年貢収入で賄わざるを得なくなった。
また支出の面から見ても、明暦の大火、そして5代将軍徳川綱吉による盛んな神社仏閣の建立、そして貨幣経済の発展による物価上昇によって、支出は膨らむ一方となり、元禄年間に入り幕府財政は赤字に転落した。幕府はまず貨幣の改鋳で収入を得るなどの対応策を立てるが、徳川吉宗による享保の改革によって、新田開発による耕地面積の拡大、そして年貢徴収率を高める年貢増徴策を押し進めることになった。幕府で年貢増徴策を強力に進めたのが老中の松平乗邑と勘定奉行の神尾春央であり、農村支配に通暁した「地方巧者」と呼ばれた人材を登用し、その結果、延享元年（1744年）には年貢収公量が180万石と江戸幕府最高の数値を記録した。
幕府の天領で進められた厳しい年貢の取立ては、やはり財政難に悩む諸藩にも広まっていったが、年貢増徴は必然的に農民の激しい反発を招いた。享保期には一揆が頻発するようになり、更に一揆そのものの形態も、宝暦、天明期には年貢増徴策に対抗するために藩全体が蜂起する、全藩一揆と呼ばれる広範囲に影響が及ぶ大規模な一揆が頻発するようになった。郡上一揆はこうした全藩一揆の1つであった。
そのような中、幕府は寛延3年（1750年）には幕領、大名領の農民の強訴、逃散を禁じる法令を出し、その後も厳しく一揆を取り締まる法令を次々と出して一揆の封じ込めに腐心したが、延享元年（1744年）以降、年貢収公量はじりじりと下がり始めた。また、米の値段が他の物価に比べて安い状態が続いたため、年貢米に依存する幕府や諸藩、そして武士の実収入も伸び悩み、そのような点からも年貢を厳しく取り立てることによって幕府財政健全化を図る政策に限界が見えてきた。郡上一揆が発生した宝暦期、幕府では享保の改革の方針を守る年貢増徴派に対し、商業資本などからの間接税収入に活路を見出そうとする派が現れ始め、路線対立が表面化していた。

## 一揆のきっかけ

### 金森頼錦藩主となる
元文元年5月23日（1736年7月1日）、郡上藩主金森頼旹は江戸芝の仮藩邸で没した。頼旹の長男であり嫡子であった金森可寛はすでに亡くなっていたため、可寛の長男である頼錦が元文元年7月18日（1736年8月24日）に正式に郡上藩藩主の地位を継承した。頼錦は藩主継承時23歳であった。金森頼錦は自ら絵筆を取って寺社に絵馬を奉納し、また現在まで頼錦が描いた絵画が遺されており、歌集、漢詩集の編纂を行い、盛んに詩碑の建立を行うなど、詩歌、書画を好んだ文化人であった。そして時の将軍徳川吉宗は、金森頼錦が学問の志厚く、天文に興味を持っていることを聞き及び、延享元年（1744年）、頼錦に対して郡上八幡で天文観測を行い、その成果を報告するよう命じた。頼錦は吉宗の命に従い郡上八幡で天文観測を行い、翌延享2年（1745年）に観測結果を献上したとの記録が残っている。
延享4年（1747年）、金森頼錦は奏者番に任じられた。奏者番は大名や旗本らが将軍に拝謁する際の取次ぎや、法要や大名家の不幸に際して将軍の代参を行う等の役目を担っており、将軍の身近で仕事をこなすために高い能力が必要とされた。そのため幕府内で有望株と目される若手大名が任命されるポストとされ、奏者番で有能であると認められれば、奏者番に寺社奉行の兼任を命じられ、その後大坂城代、京都所司代を経て若年寄そして老中へと出世していく道が開かれた。奏者番に任じられた頼錦の前途は明るいものと思われた。
だが、奏者番は職務上諸大名らとの広い交際を必要としまた社交も派手になるため多くの費用が必要となった。藩邸の再建を抑えた祖父の頼旹とは異なり、藩主継承後まもなく藩邸の再建に取り掛かったり、盛んに詩碑の建立を行うなど、文人肌の金森頼錦の生活は元来派手な面があったが、奏者番就任後は衣服等が華美になっていくなど、ますますその派手さを増していった。

### 郡上藩財政の逼迫化と賦課の増大
金森頼錦は藩主就任当初、将軍吉宗の施策に倣って郡上八幡城下に目安箱を設け、民衆の声を取り入れようと試みたが、目安箱に投じられた誹謗中傷をよく調べることなく採用して処罰を行うなどの失策を犯していた。
そして藩主金森頼錦を苦しめたのが郡上藩の財政難であった。元来郡上領は豊かではない上に、二度の転封の結果、金森家の財政に余裕がなくなっている中で、元来派手な一面があった藩主頼錦は奏者番就任後にその派手さを増し、また諸大名家との交際費も嵩み、その結果として郡上藩の財政状況はどんどんと厳しくなっていった。また宝暦初年になると豊作のため米価が下落したため、藩財政はよりいっそう困窮することになった。
厳しい財政事情の改善策として、藩主頼錦は藩士の俸禄の切り下げを行うなど、経費節減策を全く講じなかったわけではない。しかし財政難の解決方法として主に採用した対策はやはり増税であった。早くも頼錦が藩主となった直後の元文元年（1736年）に、藩邸の再建のために臨時の賦課にあたる御用金の徴収を命じ、領内の農民、町人、寺院に御用金を割り当てて2500両を集めた。そして金森頼錦はその後も毎年のように御用金、御供米の賦課を行い続けた。また生糸にかける税を引き上げたり、牛馬の往来に通行税を徴収することとしたり、そして親類などへの贈り物を持って番所を通過する際に、贈り物に対して税を取り立てるなど、あの手この手を使っての課税強化に努めた。また税の取立て以外にも多くの馬を御用として徴用したり、郡上城の工事などに人々を徴用するなど賦役も度重なるようになった。
このように様々な手段で税を取立てるようにした上に、御用金、御供米の賦課、工事などへの使役といった施策を行っても、藩財政は改善を見せず厳しい状況が続いたため、元禄12年（1699年）に前藩主金森頼時によって定免法とされた年貢取立てを、見取免（検見取）にして年貢の増徴を図ることとなった。

### 年貢徴収法改正の試み
財政難に苦しんだ郡上藩は、年貢を増徴して収入の増加を図ることとなった。藩主頼錦の側近であった金森藩の江戸詰め役人である家老の伊藤弥一郎、用人の宇都宮東馬、宮部半右衛門らと、国元の役人の大野舎人、半田園右衛門らは協議して、年貢の徴収法をこれまでの毎年基本的に同じ分量の年貢を納める定免法から、実際の収穫高を算定して年貢高を決定していく検見法の中でも、特にそれぞれの田の収量を細かく把握して年貢高を決めていく有毛検見法に変更し、更に農民らが新たに開発していた切添田畑を洗い出して新規課税を行うことを計画した。
年貢の徴収方法の変更には幕府老中の承認のもと、幕府勘定奉行の許可が必要であった。ここで役に立ったのが藩主金森頼錦の縁戚関係であった。金森頼錦は当時老中を務めていた本多正珍の娘と婚約していたが、正珍の娘は婚姻前に死去したものの、その後頼錦は正妻を娶らなかったので、本多正珍は頼錦の義父とされた。また金森頼錦の実弟、本多兵庫頭の養父は寺社奉行本多忠央であった。幕府要人との縁戚関係の他に、金森頼錦が務めていた幕閣と諸大名との交渉窓口である奏者番の役職も年貢徴収法の改正の許可を得るのに役立ったと考えられる。結局、勘定奉行の大橋親義から年貢徴収法改正の許可を得た上に、大橋勘定奉行から検地の名人とされる黒崎佐一右衛門を紹介され、宝暦3年（1753年）12月、郡上藩は黒崎を用人格として新たに召抱えることとなった。
宝暦4年（1754年）2月、郡上藩は領内の各村に対して、田畑の詳細について記録した「田畑反別明細帳」の提出を命じた。同年6月から黒崎佐一右衛門は郡上藩領内を巡検し、各村から提出された田畑反別明細帳をもとに田畑の調査を始めた。黒崎の経歴ははっきりしないが常陸国の農民の出とも言われ、農村事情に明るく、郡上藩に召抱えられる以前も美濃国加納藩で代官を務め、やはり検見法の導入を図った前歴があり、郡上領内でも厳しく田畑の調査を進めていった。
黒崎が行った郡上領内の田畑調査は、農民らに大きな不安を巻き起こした。まず宝暦4年7月11日（1754年8月28日）、小駄良口（旧八幡町）の庄屋たちが御用金負担が重いことを訴え、新規の課税と御用金の徴収を止めるよう嘆願した。宝暦4年7月15日（1754年9月1日）には、郡上領内の農民が吉田村（旧八幡町）に集まって藩に対して万事これまでの先例通りに行うように嘆願することを決め、宝暦4年7月16日（1754年9月2日）には那留ヶ野という場所に郡上郡内の庄屋、組頭が集まって、黒崎佐一右門が行った郡上領内の巡検は容認できるものではなく、何事によらずこれまでの先例通り行って欲しい旨の嘆願書を作成した。なおこの際、ほとんどの郡上郡内の庄屋が参加したが、3、4名の庄屋は参加しなかった。嘆願書は郡上藩側に宝暦4年7月17日（1754年9月3日）手渡された。黒崎佐一右衛門の郡上領内巡検に対して郡上領内で広範な抗議行動が発生したことにより、結果としてその後まもなく行われた郡上藩側の年貢徴収法の改正申し渡しに対して、農民側がすばやく抗議態勢を固めることが可能となった。

## 一揆の発生

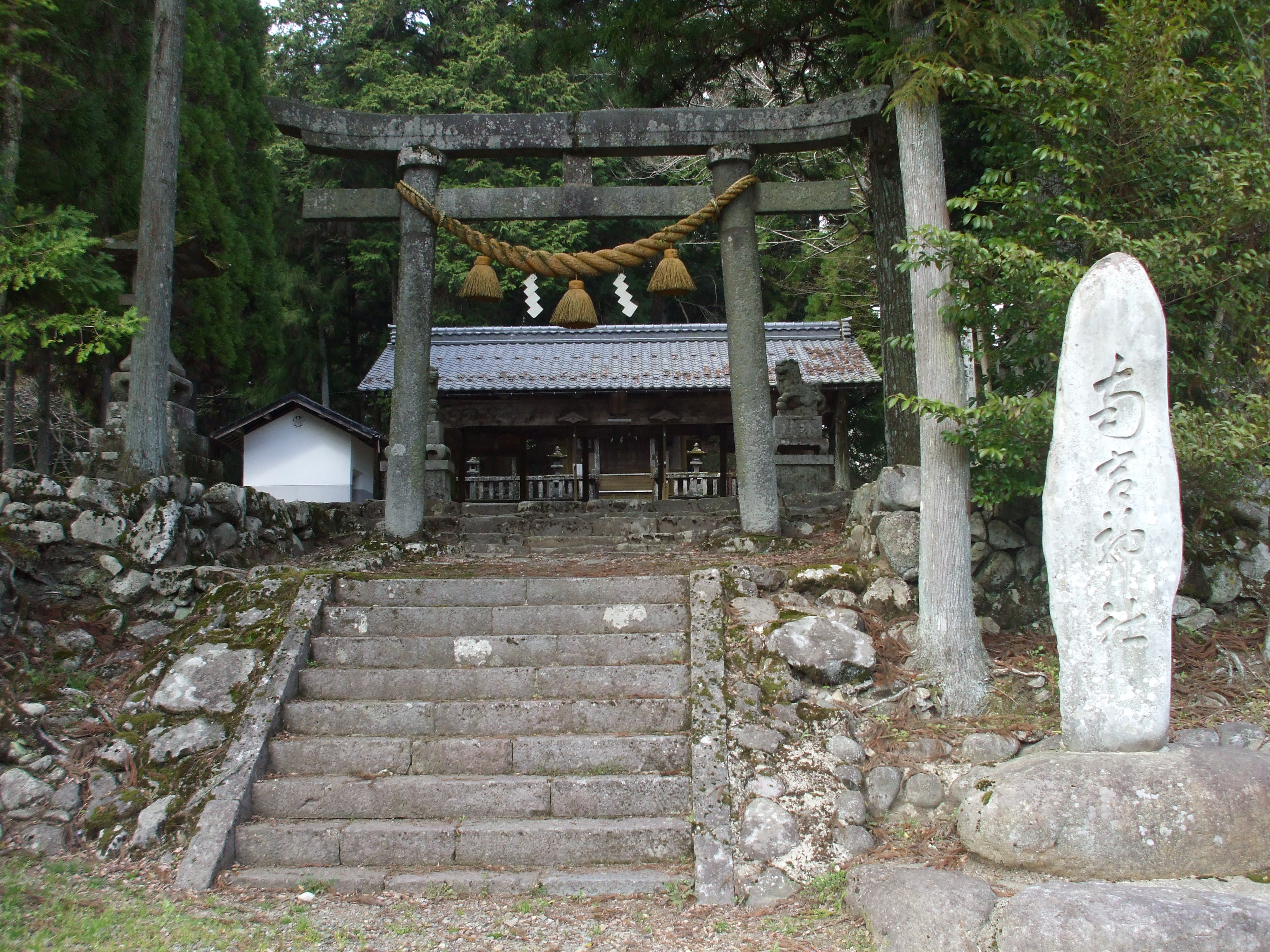
宝暦4年8月2日（1754年9月18日）に郡上郡内の惣代寄合が行われ、年貢徴収法改正反対の結束を固めた南宮神社。

### 年貢徴収法改正の申し渡しと一揆の発生
宝暦4年7月20日（1754年9月6日）、郡上郡全域の庄屋を郡上藩庁に呼び出した上で、代官猪子庄九郎、別府弥格の名で年貢の徴収法を元禄12年（1699年）に定めた定免法から検見法に変えることを申し渡した。申し渡しの趣旨としては、現行の年貢徴収法である定免法は元禄12年（1699年）に定められたもので、幕領ではすでに年貢徴収法が改正されており、現在の年貢徴収法は定法と異なっているため改正が必要であり、豊作年には多くの年貢を納め、凶作時には減免を行う検見法によって年貢を納めることは農民にとっても利益になるという内容であった。
申し渡しを受けた庄屋らは、その内容が重大であるため農民たちと相談の上で回答する旨を回答した。庄屋が郡上藩庁に呼び出された時点で、危機感を強めていた農民らは八幡榎河原に集結し始めていた。このような情勢下で帰村した庄屋は、各村で行われた寄合で農民の年貢徴収法改正への激しい反発に直面することになる。各村はそれぞれ惣代を選び、宝暦4年8月2日（1754年9月18日）、郡上郡内の約120名の庄屋ら各村の惣代が郡上南宮神社に集まって惣代寄合を行い、神社の神前で一味同心の誓いを立てた上で傘連判状を作成し、年貢徴収法改正お断りの嘆願書を作成した。しかし嘆願書は藩側に手渡されたものの、藩側からきちんとした年貢徴収法改正断念の返事はなかった、結局、庄屋たち中心の惣代寄合メンバーによる交渉解決は断念され、農民らが直接藩に嘆願する方針に変更された。

### 強訴
庄屋中心の惣代寄合メンバーによる交渉解決が行き詰った段階で、郡上郡中の各村農民に動員がかけられた。宝暦4年8月10日（1754年9月26日）郡上郡中そして郡上藩の越前領内からも集結した大勢の農民たちは、藩側に検見法への年貢徴収法改正断念を願う願書とともに、金森頼錦が藩主となって以降の各種の税や御用金、使役の負担増を指摘し、負担免除を願った十六か条の願書を差し出すという強訴に及んだ。この強訴には一般農民たち以外に、郡上藩が進めていた絹や茶、紙などといった商品作物に対する課税強化や、牛馬などに対する通行税取り立てに苦しむ豪農層、商人層の協力があり、郡上領内でも比較的豊かである郡上川沿いの藩南部、下川筋が主導していた。なお、この宝暦4年8月10日の強訴時点で、農民層の中に藩の施策に対して従順である農民が現れており、やがて藩に従順な農民たちのことを寝者、一方、藩に対抗していく農民らを立者と呼ぶようになる。
強訴に対して藩側はまず代官猪子庄九郎、別府弥格が対応を行った。両代官は大勢の農民らの剣幕に恐れをなし、続いて家老である渡辺外記、粥川仁兵衛らが農民たちへの対応に当たった。農民の怒号が響き渡る中、両家老は願書を受け入れ検見法への年貢徴収法改正を断念する旨記した免許状を渡し、十六か条の願書についても了承する旨の免許状を手渡した。しかし免許状には渡辺外記、粥川仁兵衛両家老の署名印形はあったが、当時蟄居中であった筆頭家老の金森左近の署名印形がないことに農民たちが騒ぎ出したため、金森左近の署名捺印を経て、農民代表の小野村半十郎、剣村庄屋に免許状が手渡され、要求が受け入れられたことを確認した農民らは各村へと引き上げていった。なお郡上藩に召し抱えられた後、藩領の巡検を行って年貢取立て方法の改正を進めていた黒崎佐一右衛門は、宝暦4年8月10日の強訴騒ぎの中、郡上藩領から逃亡した。
農民たちの強訴が当初比較的すんなりと受け入れられたのは、郡上藩内での路線対立が背景にあったものと考えられている。郡上藩内には年貢徴収法の改正によって農民たちから厳しく年貢を取り立て、藩の収入増加を図る方針に反発する勢力があり、筆頭家老の金森左近はその勢力の代表格であった。藩内の意見対立はその後も尾を引き、年貢増徴反対派の金森左近らは罷免されていくことになる。

### 強訴後の藩と農民
宝暦4年9月9日（1754年10月24日）、郡上郡内の庄屋たちは南宮神社に参拝し、宝暦4年8月2日に作成した傘連判状と三家老の署名印形がされた免許状を重要文書として1年ごとに各村巡回で庄屋が預かることを決定した。
一方藩側は、農民らの強訴が行われた翌日の宝暦4年8月11日（1754年9月27日）、事態を伝える飛脚が郡上八幡から江戸へ向かい、江戸在府中の藩主に国元の事態を伝えた。続いて宝暦4年9月10日（1754年10月25日）には家老の渡辺外記、粥川仁兵衛らが江戸へ向かい、藩主金森頼錦に事態の報告を行った。宝暦4年11月26日（1755年1月8日）には郡上藩国元の役人の人事異動があり、年貢増徴派の役人が登用された。しかし宝暦4年12月8日（1755年1月20日）には、郡上郡中の村方三役が呼び出され、8月10日の強訴は不届きではあるが、農民らの訴えを聞き届ける旨の藩主の意向が示された。

## 年貢増徴派の巻き返し

### 藩主の姻戚関係を利用しての巻き返し工作
宝暦4年8月10日（1754年9月26日）の農民らの強訴によって、農民たちの訴えを聞き届ける旨の三家老の免許状が出され、藩主金森頼錦も国元家老の措置を追認したことによって、郡上藩の有毛検見法への年貢徴収法の改正はいったん頓挫した。しかし郡上藩内の年貢増徴派は有毛検見法採用を目指して巻き返し工作を開始した。年貢増徴派は美濃郡代の代官である青木次郎九郎から検見法採用の申し渡しを行い、幕命ということで農民たちに納得させる方法を考えついた。
まず宝暦4年（1754年）12月、藩主金森頼錦の病気見舞いに幕府寺社奉行の本多忠央が訪れた際に、美濃郡代の代官から検見法採用の申し渡しを行うアイデアを説明し、代官青木次郎九郎の上司にあたる幕府勘定奉行の大橋親義への仲介を依頼した。先述のように本多忠央の養子である本多兵庫頭は金森頼錦の実弟であり、縁戚関係を利用しての依頼であった。本多は郡上藩側の依頼を了承し、宝暦5年（1755年）正月、江戸城内で大橋親義に対して郡上藩の意向を伝え、協力を指示した。その結果、大橋親義のもとに郡上藩の江戸家老伊藤弥一郎や、宝暦4年8月10日（1754年9月26日）の強訴時に郡上藩領内から逃げ出した黒崎佐一右衛門らが出入りするようになり、美濃郡代代官である青木次郎九郎を利用して郡上藩の検見法採用を強行する作戦が固められていった。
その結果、幕府勘定奉行の大橋親義は美濃郡代代官の青木次郎九郎に対して郡上藩の検見法採用への協力を命じることとなった。しかし当初、青木次郎九郎は大橋の命令遂行に難色を示した。それは幕領ではない郡上藩領の年貢徴収法について、幕府役人である代官が命令するのは筋違いではないかという理由からであった。そこで郡上藩側は藩主金森頼錦の義理の父に当たる老中本多忠珍、そして大目付曲淵英元にも協力を依頼した。その上で大橋親義から更なる厳命もあり、青木は郡上藩領の検見法採用の命令を行うことは幕命同様のものであると判断し、郡上藩主頼錦ともたびたび相談をした上で、郡上藩領民に対して検見法採用を命じることとなった。なお金森頼錦は青木次郎九郎との相談時に、自らが幕府における重要な職である奏者番を勤めていることをことあるごとに強調し、圧力を加えた。

### 郡上郡内の庄屋の代官所呼び出し

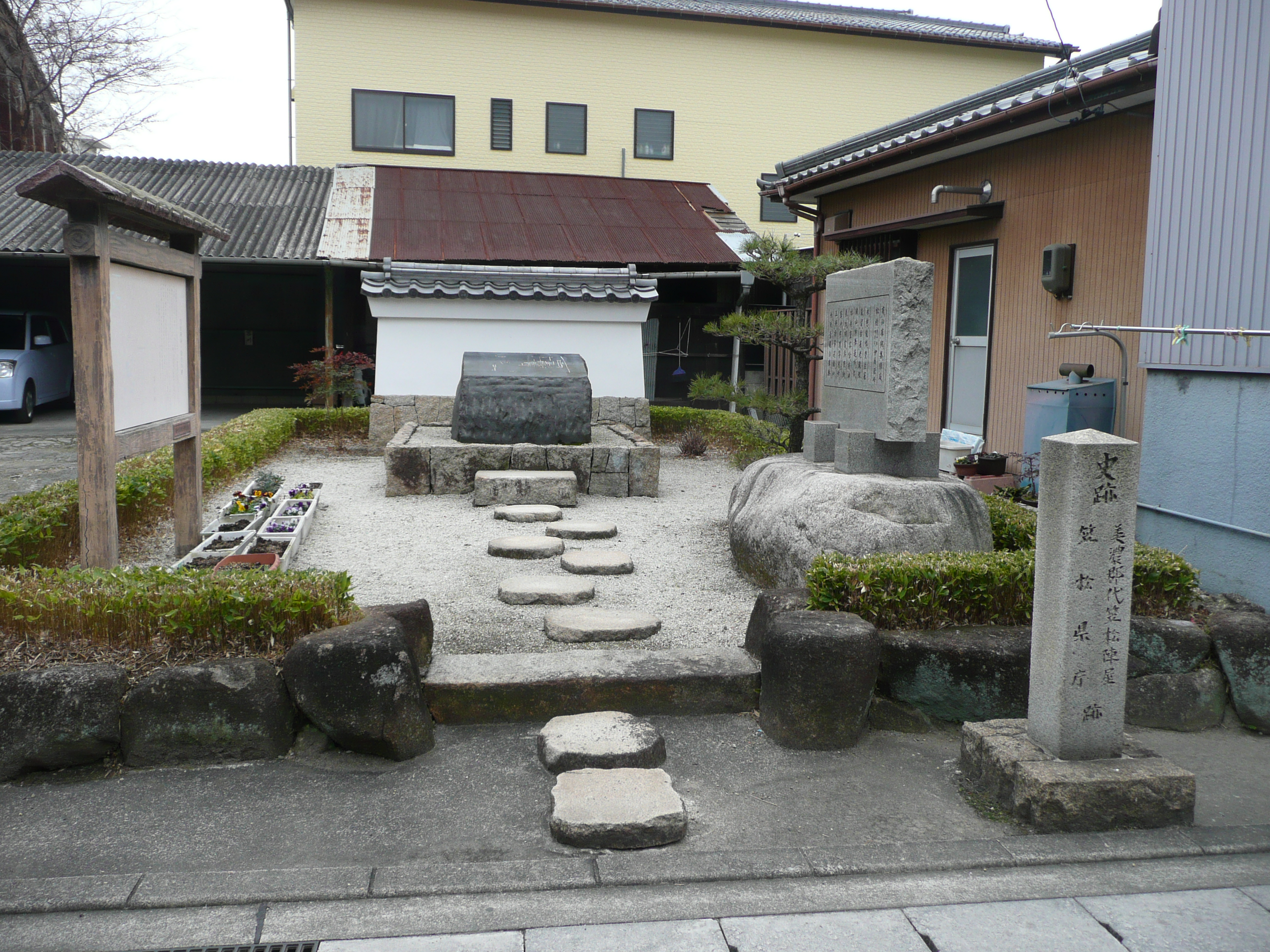
笠松陣屋跡

宝暦5年7月16日（1755年8月23日）、郡上郡内36ヵ村の庄屋、組頭が郡上藩側から呼び出され、笠松陣屋に出頭するように命じられた。庄屋らは郡上藩の役人らに引率され笠松陣屋へ向かった。宝暦5年7月21日（1755年8月28日）、笠松陣屋で庄屋らは美濃郡代代官の青木次郎九郎から、昨年、領主から検見法の採用を言い渡されたが、検見法は土地の善し悪し、収穫の多少によって年貢高の変更がなされるため、農民にとって不都合な点はない。
また郡上藩領でいまだに定免法が採用されているのは地方役人の怠慢と言え、幕府の定めた年貢徴収法である検見法を説明し、受け入れるように言い渡すものである。また十六か条の願書は検見法の受け入れ反対に乗じて強訴を行ったものであるため認め難いものではあるが、検見法を受け入れるのならば十六か条で取り上げられた課税について考慮することにするとの内容の申し渡しがなされた。
その上で昨年手渡された農民たちの訴えを聞き届ける旨の三家老の免許状も提出せよと命じられ、もし承知しなければ重い罪科に問われると脅された。また笠松陣屋の元締めからは郡上藩主の金森頼錦が昨年は病気であったこともあって、美濃郡代に検見法の言い渡しを頼まれたものであるとの説明があった。
青木次郎九郎らの言い渡しに対して、庄屋らは昨年の経緯を説明してみたものの、全く聞き入れる様子も無い上に代官所の役人、同行していた郡上藩士らの圧力もあって、庄屋らはやむを得ず印形をした。宝暦5年7月27日（1755年9月3日）には、笠松陣屋から11名の使いの庄屋が郡上に来て、残りの郡上郡内の約100名の庄屋も笠松陣屋へ出頭することとなり、宝暦5年8月1日（1755年9月6日）には、全ての庄屋がやはり強制的に印形をさせられた。もっとも富裕な農民、地主であった庄屋たちにとって、検見法を受け入れれば各種の税や御用金、使役の負担増の軽減を願った十六か条の願書受け入れの検討をするという方針は、商品作物や通行税への課税減免の検討という利益に繋がる内容であり、検見法受け入れは庄屋たちの利益に即したものであったとの説もある。
宝暦5年8月2日（1755年9月7日）、笠松陣屋から三家老の免許状を受け取るための飛脚として小野村孫兵衛、甚十郎が派遣された。免許状を預かっていた小野村半十郎は飛脚に対して、いったんは農民らと相談した上で書状を渡すと告げたが、美濃郡代の命であると引渡しを強要されたため、やむを得ず渡すこととなった。しかし小野村半十郎は各村に三家老の免許状引渡しについて知らせており、宝暦5年8月4日（1755年9月9日）、問題の書状を携えた飛脚は追いかけてきた大勢の農民たちに郡上境の母野で追いつかれ、書状はその後行方知れずとなった。その結果、小野村半十郎、小野村組頭弥兵衛、小野村孫兵衛、甚十郎は三家老の免許状紛失の咎で村預け扱いとなった。

### 一揆の再燃
宝暦5年8月4日（1755年9月9日）、笠松陣屋からの飛脚から三家老の免許状を奪い取った大勢の農民たちは、ただちに解散することなく今後の対策を協議した。その中でまず郡上郡中の代表として各村1名ずつ、総勢130名あまりが藩庁に行き、三家老の免許状を笠松陣屋に渡さぬように嘆願した。しかし藩側は、三家老の免許状を笠松陣屋に渡すことは殿様（金森頼錦）のご意思であり、殿様のご意思に背くのか背かぬのかと詰問し、これに対して橋詰村庄兵衛が「背くでもあり、背かぬでもあり」と答えたため、村預けとなってしまった。
宝暦5年8月11日（1755年9月16日）には、笠松陣屋から庄屋代表9名と足軽4名が美濃郡代の命を携えて郡上郡境までやって来たが、大勢の農民たちによって追い返された。その後も農民たちは郡上郡境を固め、宝暦5年8月17日（1755年9月22日）には15名の庄屋と4名の足軽の計19名が郡上へと向かったが、農民たちは検見取了承に印形をした庄屋たちを郡上に入れるわけにはいかないとして、やはり追い返された。農民たちの庄屋の帰還阻止行動は約2ヵ月半に及ぶことになる。

## 一揆の拡大

### 那留ヶ野の盟約
宝暦5年8月12日（1755年9月17日）、郡上八幡の中心部から離れており、かつ山に囲まれた谷間であるため藩の弾圧が及びにくい白鳥那留ヶ野に、主だった農民約70名が集まって盟約を結び傘連判状を作成した。その上で各人の役割分担を行い、更に江戸にて訴訟を進めるための計画を立てた。この時点で郡上郡内各地域の農民代表による集団指導が成立した。農民代表らの構想は、まず藩主へ直訴することによって悪い役人が強行しようとしている年貢徴収法の改正を中止させることを目指した。
那留ヶ野の盟約の後、郡上郡内の各地で農民らの盟約が交わされ、連判状、傘連判状などが作成された。これは農民らが団結して笠松陣屋から宝暦5年7月21日（1755年8月28日）に行われた申し渡しを受け入れないことと、庄屋の同申し渡しの受け入れ印形撤回を要求するものであった。

### 江戸出訴
那留ヶ野で盟約を交わした翌日の宝暦5年8月13日（1755年9月18日）、70余名の農民代表が江戸の金森藩邸に出訴するため郡上を出発した。農民代表の江戸出訴を1500名余りと伝えられる多くの農民が見送ったが、江戸に送った代表たちのことが気がかりになった農民は、宝暦5年8月22日（1755年9月27日）には、百石につき一名の割合で選んだ200名余りを新たに江戸に送った。しかし8月13日に出発した農民たちは那留ヶ野の盟約時に選ばれた農民代表であったが、8月22日に出発した農民は特に選ばれた人たちではなかったため統制が取れず、いつしかちりぢりとなってしまい全く役に立たなかった。なお当時、各街道には関所が設けられ通行手形のチェックが行われていたが、乞食、非人、渡世人ら村や都市に籍を置いていない人々については手形無しの関所通過が黙認されていた。江戸に向かった郡上の農民たちのいで立ちはみすぼらしく、乞食同然の姿であったため、通行手形無しの関所通過が咎められることはなかった。
宝暦5年8月13日（1755年9月18日）に郡上を出発した農民代表は、9月初旬に江戸に到着した。江戸到着時、出発時70余名であった農民代表は40名に減少していた。江戸到着後、農民代表は馬喰町猶右衛門、鉄砲町太郎右衛門などに分かれて宿を定めた。代表たちはまずは江戸金森藩邸に願書を提出することとした。

### 金森藩邸への願書提出
宝暦5年9月5日（1755年10月10日）、農民代表40名のうち3名が、宿屋江口屋仁右衛門の案内で郡上藩江戸屋敷に出向き、総百姓名で「宝暦4年に定免法の継続を明記した三家老の免許状を頂いたが、このたび笠松陣屋から庄屋たちが呼び出され、検見法を了承してしまった。ただでさえ生活が苦しい我々農民たちは検見法にされては生きては行けぬので、国元でもお願いしたが叶わなかったので、こうしてお願いに参上した。昨年秋に提出した十六か条の願書は添えなかったが、お尋ねがあればお渡しする。定免法にしていただければ大勢の農民が助かるのでぜひお願いしたい」という内容の願書を提出した。この願書を受け取った江戸金森藩邸は十六か条の願書提出を命じたため、農民たちは十六か条の願書に加えて、新たに十七か条の願書を作成し、一緒に提出した。十六か条と新たに作成された十七か条の願書を比較すると、十七か条はまず十六か条にはなかった総百姓名での提出であることと、農民が使役された際の賃金支給や、藩が勝手に村有林を伐採して伐採した材木を農民に運搬させることを中止するように願うなど、農民の生活に直接関係する訴えが多く、一揆の運動主体が中、貧農層に移ってきたことが想定される。
宝暦5年8月13日（1755年9月18日）に農民代表が江戸へ向けて出発したことが、郡上藩の国元から江戸屋敷への急使によって知らされていた。郡上藩江戸家老の伊藤弥一郎らは対応策を練っており、農民代表らの対応に当たった用人の宇都宮は、代表を宿預けとした上でたびたび藩邸に呼び寄せたあげく、最終的には農民代表全員を牛込御箪笥町の藩別邸に監禁した。

## 一揆勢の危機

### 意見対立の表面化
郡上領の境にあたる母野には、庄屋たちの郡上帰還を阻止するために大勢の農民が集まり続けていた。宝暦5年7月21日（1755年8月28日）の笠松陣屋における検見法受け入れの強要後に再燃した一揆は、騒動開始直後の高揚に加えて、農民内の主だった者が江戸に出訴した後には押さえが効かなくなったこともあり、過度に先鋭化した行動も見られた。例えば年貢を納めるように郡上藩側から指示が有ると、母野から少しも年貢を納めてはならない旨の指示がやってきたり、特に水呑百姓の中には寺社奉行の高札を引き抜くなど過激な行動に走る者も現れた。
しかし早くも一揆勢内部に意見対立が現れ始めた。まず江戸出訴を行った40名の農民代表が分かれて宿泊した馬喰町猶右衛門宿、鉄砲町太郎右衛門宿の農民たちの間に意見対立が発生した。馬喰町猶右衛門宿に止宿した切立村喜四郎らはあくまで検見法を受け入れない立場を貫くべきだと主張したのに対し、鉄砲町太郎右衛門宿に止宿した歩岐島増右衛門らは宝暦4年（1754年）の十六か条、そして江戸出訴組が提出した十七か条の願書の受け入れを条件として検見法を受け入れるべきであると主張した。検見法受け入れ絶対阻止の切立村喜四郎らは郡上一揆の主流派となり、その後の運動を主導していくことになるが、反主流派となった歩岐島増右衛門らはやがて一揆に反対する強固な寝者となっていった。

### 庄屋帰還阻止運動の終結と関寄合所の開設

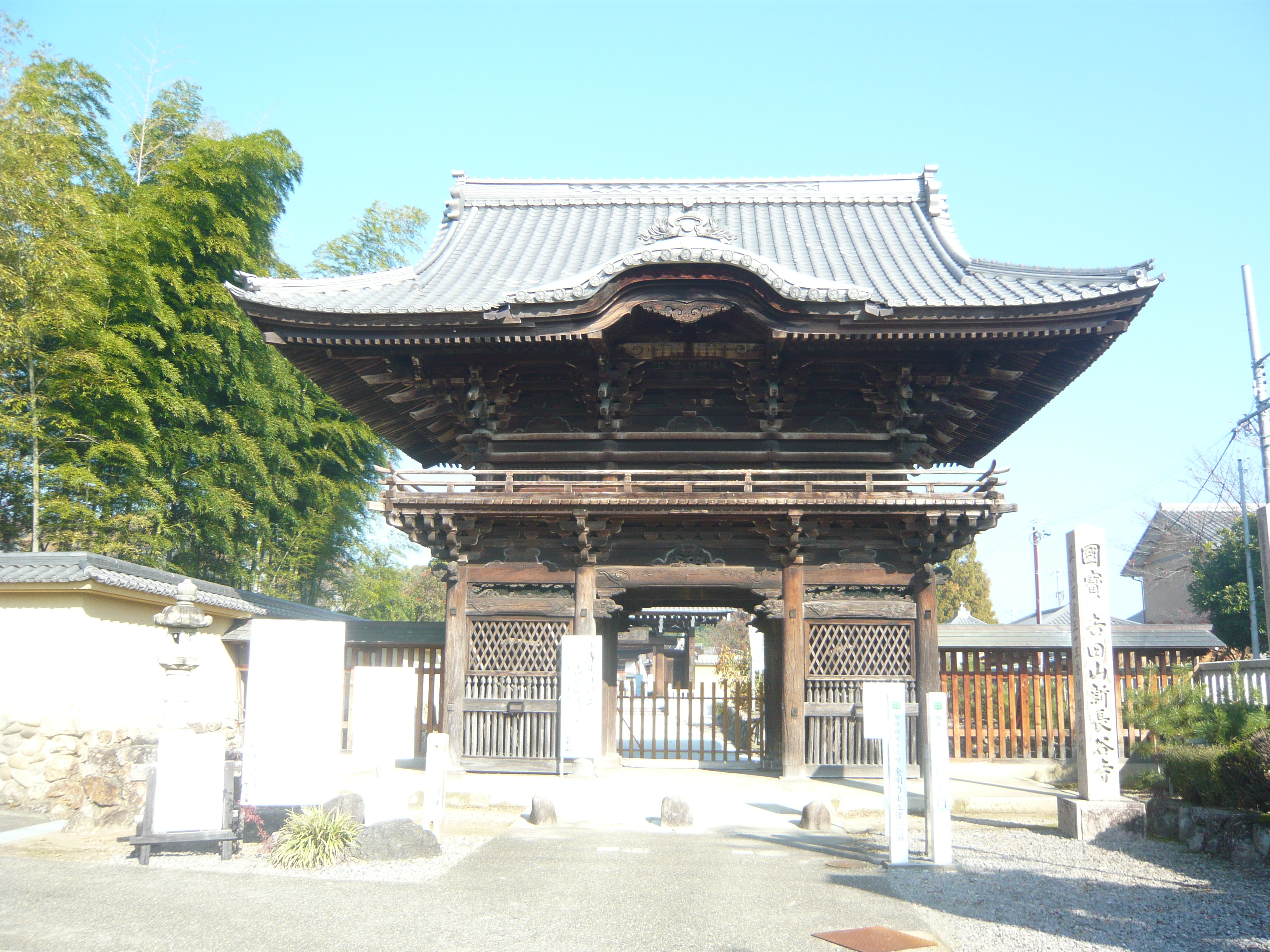
郡上藩側の弾圧を避けるため、一揆勢は関の新長谷寺近くに拠点である関寄合所を設けた。

宝暦5年10月1日（1755年11月4日）、郡上藩の役人らが郡上藩境の母野で庄屋の帰還阻止活動をしている農民たちのところに現れ、農民らに宗門改めを行わねばならぬ時期に、宗門改めの実務を行う庄屋の帰還を阻止しているのは不届きであると通告した。同日、郡上藩の寺社奉行である根尾甚左衛門からも母野に集結していた農民らに騒動を止めるよう書状が送られたが、農民たちは那留村丹右衛門家来文六を使いに出して書状を寺社奉行に送り返した。使いとなった文六は縄手錠をかけられ、那留村丹右衛門家預けの処分となった。
宝暦5年10月7日（1755年11月10日）、寺社奉行根尾甚左衛門は各村に宗門改めの実施を正式に通知した。そして根尾寺社奉行は各村の寺院に対し、宗門改めの実施のため農民らに庄屋帰還阻止運動を止めるように説得するよう伝えた。
宝暦5年10月15日（1755年11月18日）、庄屋約120名が母野にやって来て、宗門改め実施のために郡上郡内に戻れるよう、農民らに説得を行ったが、この時は3000人と伝えられる農民らが庄屋たちの郡上帰還を阻止した。翌16、17日も5、6000人と伝えられる農民が母野に集結して庄屋帰還を阻止しようとしたが、宝暦5年10月23日（1755年11月26日）には、郡上郡の南部である下川筋の庄屋はひそかに帰還して宗門改めを行った。その後母野の農民たちの間で、庄屋の不在によって宗門改めを実施できないのはやはりまずいとの判断がなされ、約2ヵ月半に及んだ庄屋帰還阻止運動は終結した。
庄屋が郡上郡内に帰還した頃には藩による弾圧が強化されたため、母野に集結していた農民たちは郡上藩外の関（現関市）の新長谷寺付近に家を借り、活動拠点を移すことにした。関寄合所と呼ばれようになった新たな拠点は、新長谷寺の門前町として賑わい人々の往来が盛んな関にあるため、郡上の農民らの出入りが目に付きにくかった。また郡上からも比較的近く、交通の要衝にあるため、郡上、江戸との連絡にも便利であった。
宝暦8年（1758年）の郡上一揆解決まで、関寄合所は郡上藩の弾圧から逃れる避難所として利用されるとともに、江戸からの情報は藩や一揆に反対する寝者による情報操作を警戒して、必ず関寄合所を通じて郡上に伝えられることにするという情報統制を行い、文字通り郡上と江戸とを繋ぐ中枢の役割を担った。

### 追訴の実行
江戸に出訴を行った農民たちからの連絡がないため、宝暦5年10月下旬、剣村藤次郎、栃洞村清兵衛の2名が新たに江戸に派遣された。二名は宝暦5年10月29日（1755年12月2日）、江戸に到着し、豊島町森田屋藤右衛門宅に宿を定めた。剣村藤次郎、栃洞村清兵衛はさっそく金森屋敷に向かい、40名の農民代表の消息について探りを入れてみたが全く手がかりがつかめなかったため、40名が郡上藩によって監禁されているものと判断し、郡上藩に改めて訴えを行うことは危険性が高いため、公事師であった医師の島村良仙の協力で新たに訴状を作成した上で、藩主金森頼錦の弟である井上遠江守の邸に訴状を提出した。
訴えを受けた井上家側は、翌宝暦5年11月1日（1755年12月3日）、家老の井上源太夫が郡上藩邸に出向き、訴状を役人に見せたが郡上藩側は全く取り合おうとはしなかった。かえって郡上から新たに上訴を行う農民がやって来たことを知った藩側は、剣村藤次郎、栃洞村清兵衛が泊まる豊島町森田屋藤右衛門宅に足軽を差し向け捕えようとした。突然、剣村藤次郎、栃洞村清兵衛の消息を尋ねる郡上藩足軽が現れた森田屋藤右衛門宅では、藤右衛門がとっさに2人とも不在である旨伝えたものの、足軽からは2人の引渡しを命じられた。善後策を協議した剣村藤次郎、栃洞村清兵衛は、1人が江戸に残りもう1人が江戸の状況を伝えるために郡上に戻ることにしたが、大きな危険が予想される江戸に残る役割を、剣村藤次郎、栃洞村清兵衛ともに自分が担うといって聞かなかった。結局2人のうち年長の栃洞村清兵衛が江戸に残り、剣村藤次郎が郡上に戻ることになった。栃洞村清兵衛はまもなく郡上藩側に捕えられ、江戸金森藩邸に監禁された。清兵衛は取調べが行われることも無く重病になっても監禁され続け、結局牢死した。後に評定所で郡上一揆の吟味が行われた際に、郡上藩役人の手落ちの1つとして栃洞村清兵衛の牢死が取り上げられた。また郡上に戻った剣村藤次郎はその後も一揆の中核の1人として活躍を続け、宝暦8年（1758年）に行われた目安箱への箱訴を行った農民の1人となった。

### 藩の弾圧と一揆の弱体化
庄屋たちが郡上藩領内に戻った宝暦5年（1755年）10月末頃から、藩による一揆の弾圧が激しさを増すようになった。弾圧は江戸在府中の藩主金森頼錦の命を受け郡上に戻った用人宮部半左衛門が中心となり、宝暦5年10月25日（1755年11月28日）に三家老の免許状を紛失した件で村預けになっていた小野村半十郎に入牢を申し付けたのを皮切りに、一揆の首謀格と見られた農民30名あまりを拘束し入牢を申し付け、更に100名余りを手錠、村預けの処分を下した。
宝暦5年11月になると藩の弾圧はいよいよ激しさを増した。郡上領内では入牢、手錠、宿預けの処分が連日60-70名行われ、激しい弾圧を避けるために郡上領内から逃げた農民も約200名に及んだ。一揆を弾圧しながら藩側は検見法による年貢取立てを強行し、とりわけ抵抗が激しい郡上郡内の上保之川（長良川）流域の上保之筋と吉田川流域の明方筋では、藩側も重点的に一揆勢の取締りを行った。井上正辰邸に訴状を提出した後に郡上へ戻ることになった剣村藤次郎も、11月半ばに関寄合所まで戻って江戸の情勢を伝え、その後郡上領内に戻ったものの、やはり藩側に拘束後投獄された。
一揆勢に対する藩側の攻勢により、一揆から脱落する農民が続出し、最盛期には約5000人の農民が参加していたという一揆勢は数百人にまで減少した。この頃からあくまで一揆に参加し続ける農民たちを立者、立者が多い村を立村、一方、一揆から脱落し藩側に従順な農民たちを寝者、寝者が多い村を寝村と呼ぶようになった。
なお郡上一揆と同時期、郡上藩の預り地であった石徹白では石徹白騒動が起きており、宝暦5年11月末から宝暦5年12月21日（1756年1月22日）にかけて500余名の人々が石徹白から追放されるなど混乱が長期化していた。郡上一揆と石徹白騒動は発生原因や経緯が異なる別個の事件であり、両者の事件当事者間ではっきりした連携がなされた形跡も見られない。しかし郡上藩側としては、石徹白騒動で行った500名以上の社人追放というきわめて強硬な処分は、一揆を続ける郡上藩領の農民への見せしめとする意図があった。

## 一揆勢の巻き返し

### 越訴の実行を決める
宝暦5年（1755年）11月半ばに江戸から戻った剣村藤次郎は、関寄合所、それから郡上領内に戻って江戸の実情を伝えた。藤次郎から宝暦5年8月13日（1755年9月18日）に江戸に向かった農民代表らが郡上藩側に拘束されたと見られ、また藩主の弟、井上遠江守の邸に訴状を提出した剣村藤次郎、栃洞村清兵衛も藩側から追われる身となったことが伝えられ、一揆勢に参加する農民たちは憤激した。折りしも郡上領内では藩側の弾圧が激しさを増し、一揆から脱落する農民が相次いでいた。一揆勢は窮地に追い込まれている状況を打破するために、郡上藩ではなく幕府に直接裁きを受ける越訴を行うことを決定した。
関寄合所では越訴を実行する願主を選ぶこととし、東気良村善右衛門、切立村喜四郎、前谷村定次郎、東気良村長助、那比村藤吉の5名が願主に選ばれ、うち東気良村善右衛門、切立村喜四郎の両名が本願主となった。宝暦5年（1755年）11月半ば過ぎ、5名の願主に55ヵ村から選ばれた73名が付き添い、江戸へ向かった。一行は江戸に到着すると神田橋本町の秩父屋半七宅に宿所を定め、井上遠江守への追訴の際にも訴状作成に協力した公事師島村良仙の協力を仰ぎ、訴状を作成するなど幕府への追訴の準備を進めた。

### 駕籠訴決行

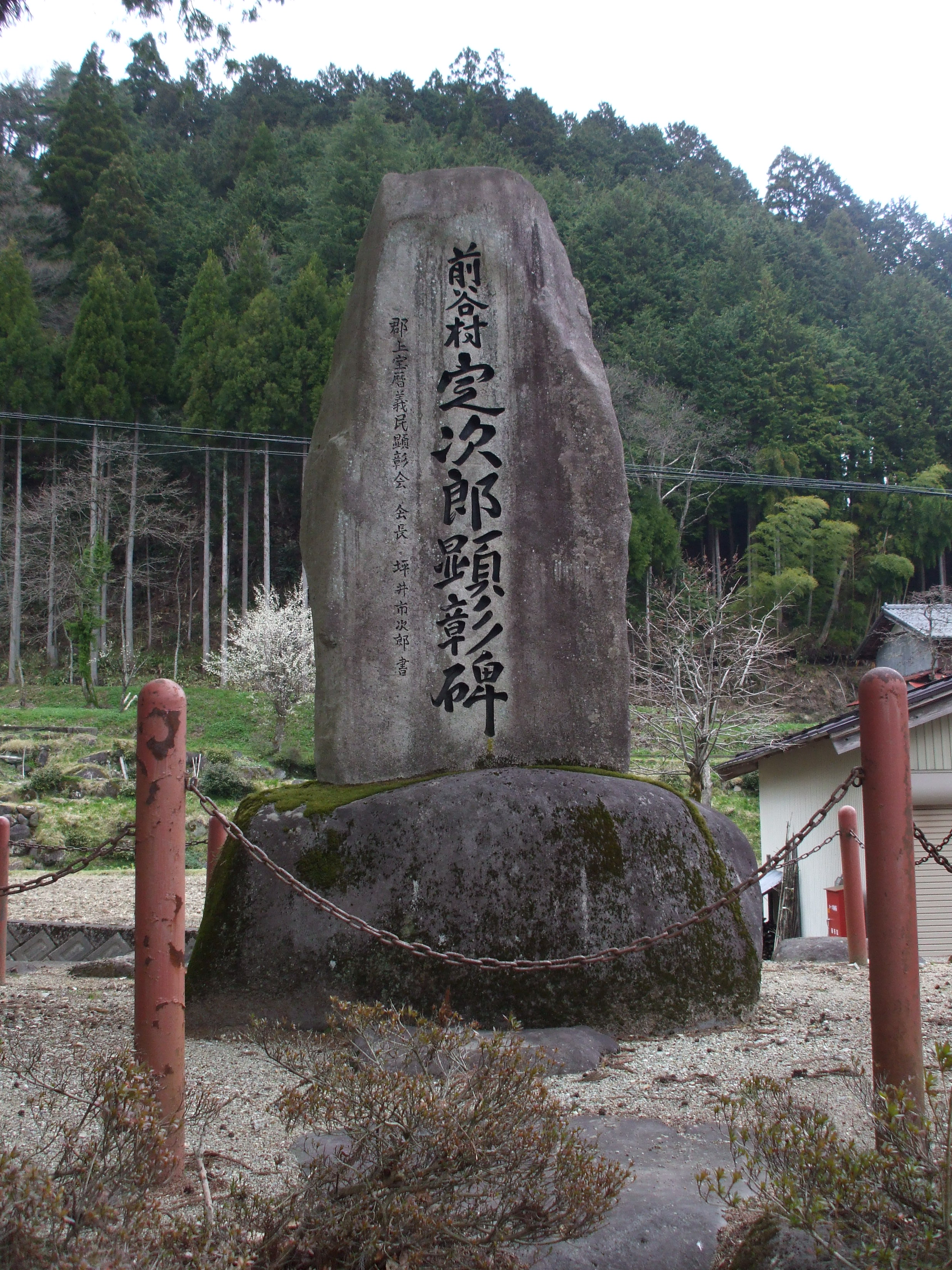
駕籠訴人であり、一揆勢指導者の1人として活躍した前谷村定次郎の顕彰碑。

宝暦5年11月26日（1755年12月28日）、東気良村善右衛門、切立村喜四郎、前谷村定次郎、東気良村長助、那比村藤吉の願主5名に高原村弁次郎を加えた6名は、駕籠訴を決行するために老中酒井忠寄の江戸城登城の行列を待った。酒井老中の行列が現れると、訴状を提出しようと老中が乗った駕籠に駆け寄った。供の侍らに蹴散らされながらも、大声で泣きながら訴える声を聞きつけた酒井老中から声を掛けられたため、「美濃国郡上の百姓で、御訴訟願い奉る」と訴状を差し出した。酒井老中は駕籠訴人らの宿所を尋ね、自らの邸に連れて行くよう命じた。
老中酒井忠寄の邸で帰宅を待っていた駕籠訴人は、夕刻の老中帰宅後に訴状が受理され、明日宿の主人とともに出頭するように伝えられた。宝暦5年11月27日（1755年12月29日）、宿の主人である秩父屋半七とともに出頭した駕籠訴人は、老中酒井忠寄から事情聴取を受けたあと、遠いところからやってきたので宿でしばらく休息するようにとの言葉をかけられた。
なお江戸時代を通じ、老中など幕府要人の駕籠に直訴を行ういわゆる駕籠訴はしばしば見られたが、駕籠訴という言葉が初めて用いられたのは、郡上一揆における宝暦5年11月26日（1755年12月28日）の老中酒井忠寄に対して行った直訴が最初であり、越訴という言葉もほぼ同時期に定着することから、宝暦から天明期にかけて一揆や騒動の訴訟で越訴、そして駕籠訴という方法が多く用いられるようになったものと考えられる。
また駕籠訴の実行は、東気良村善右衛門、切立村喜四郎、前谷村定次郎、東気良村長助、那比村藤吉の願主5名に加えて高原村弁次郎が参加したと考えられるが、弁次郎は土地を持たぬ水呑百姓であったため、正式な駕籠訴人とは認められなかった。そのため駕籠訴の後も、他の5名の駕籠訴人と異なり村預けの処分も下されることなく、一揆勢の江戸への飛脚などとして活躍を続け、後の評定所による裁判の際も罪を免れることになった。

### 駕籠訴の吟味開始と広がる波紋
宝暦5年12月18日（1756年1月19日）、駕籠訴人願主の5名が町奉行の依田政次に呼び出され吟味を受け、宿預けとなる。宝暦5年12月18日（1756年1月19日）、宝暦6年（1756年1月19日）以降、町奉行依田政次によって駕籠訴人が提出した訴状の内容についての吟味が続けられた。そして笠松陣屋に提出を指示され、飛脚が陣屋へ向かう際に農民らに奪われた三家老の免許状も依田町奉行に提出された。
駕籠訴によって郡上一揆の吟味が行われることとなり、あわてたのが美濃郡代代官の青木次郎九郎に対し、郡上藩の年貢徴収法改正問題への介入を命じた幕府勘定奉行の大橋親義らであった。幕領ではない郡上藩の年貢徴収法に対して幕府の代官が命令することは筋違いの異例な措置であり、事実が明るみに出れば問題とされるのは明らかであった。大橋親義はともに郡上藩の年貢徴収法改正問題への介入を行った大目付の曲淵英元らと相談してもみ消し工作を行い、更に町奉行による駕籠訴についての吟味や、宝暦7年（1757年）に行われた勘定所内の吟味においても、大橋はやはり曲淵らと話を合わせながら、美濃郡代の郡上藩年貢徴収法改正問題への介入への関与を否定し続けた。
宝暦5年12月6日（1756年1月7日）、関寄合所に江戸からの駕籠訴決行の知らせが届いた。藩側の弾圧により窮地に追い込まれていた一揆勢にとって、駕籠訴決行は反転攻勢のきっかけとなった。同時期に駕籠訴について連絡を受けた郡上藩側は、まずは拘束していた農民に厳しい事情聴取を行ったが、続いて一揆勢との対立を和らげることを目的とした妥協策を立てることになった。
また駕籠訴決行の連絡後、江戸からは駕籠訴の願主から資金不足について訴える書状が届けられている。江戸で訴訟を進めていくためには多くの資金が必要となるため、闘争資金の調達が大きな課題となってきた。またこの時期の願主からの書状には、郡上には「犬」がいると聞いているので、これまで交わした書状の扱いなどには十分に気をつけるように書かれているものがあり、一揆勢にとって体制を固めていくことが大きな課題となっていた。

### 一揆勢の反転攻勢開始と藩側の対応
宝暦5年（1755年）末、関寄合所から郡上郡内へ送られた回状で、駕籠訴の決行と幕府による吟味が開始されたことを伝えるとともに、駕籠訴によって一揆が解決するとの見通しを伝え、併せて運動資金の調達を依頼した。このように駕籠訴は藩側の弾圧によって弱体化した一揆勢の組織再強化に格好の材料となった。また宝暦5年（1755年）末以降、一揆勢を構成する農民たちは駕籠訴を決行した5名の願主に対して証文を提出して結束を固めるようになった。駕籠訴の願主は立者と呼ばれる一揆勢から御駕籠訴様、願主様ないし大御公儀様と呼ばれるようになり、組織の象徴として強い権威を持つようになっていった。また一揆勢の間で指導者を選び出し、選ばれた指導者と一揆参加者がお互いに頼み頼まれ証文という証文を交わすといった組織固めが始まった。この組織は既存の村方三役といった農村組織とは異なった一揆勢独自のものであり、一揆組織の指導者を帳元と呼んだ。
駕籠訴の受理を受け、郡上藩の別邸に監禁されていた40名の農民代表は釈放された。宝暦6年1月6日（1756年2月5日）、釈放された農民代表のうち15名が飛脚のように郡上に急ぎ帰った。江戸から郡上に戻った15名の農民代表から江戸の状況が詳しく知らされるとともに、江戸に残った農民代表は郡上に帰る旅費が工面できないので資金を送るように要請された。なお15名の農民代表が郡上に帰る際、藩側は農民たちに検見法を取りやめる代わりにこれまでの定免法で税率2分5厘増しとするという内容の、一揆勢との妥協案を記した添状を託した。郡上に戻った農民代表はすぐに郡上藩側に添状を渡した。
宝暦6年1月18日（1756年2月17日）、郡上藩側は郡上郡内の村方三役を呼び出したが、明方筋、上之保筋の三役らはほとんど逃散し、下川筋の三役も逃散が相次ぎ、結局下川筋24村の村方三役が、藩側から検見法を取りやめる代わりにこれまでの定免法で税率2分5厘増しとするという内容の申し渡しを受けた。24村の村方三役は農民たちの意見を確認したいとして即答を避けた。藩側の意向で24村の村方三役は逃散した各村の村方三役にも藩側の意向を伝え、郡上郡内の村方三役は農民たちに検見法取りやめ、定免法で税率2分5厘増しとの藩側の妥協案を伝えた。しかし農民たちはこれまでかたくなに検見法にこだわっていた藩側が、駕籠訴が行われるや妥協案を提案してきたことに何か裏があるのではないかと考え、藩側の提案を受け入れようとはしなかった。結局村方三役らは宝暦6年1月25日（1756年2月24日）、農民らが承知しないとして藩側の提案を断った。

### 一揆勢の巻き返しと資金調達
一揆勢は大勢の人員を動員し、駕籠訴は大願成就であり、訴状が受け入れられるとの見通しを郡上郡内で宣伝し続けた。宝暦6年（1756年）の1月から2月にかけて、藩側の激しい弾圧によって一揆勢から脱落した上之保筋の寝者の多くが、立者と呼ばれた一揆勢に詫び証文を入れた上で一揆側へ再加入するようになった。そして上之保筋で優勢となった一揆勢は明方筋そして下川筋でも攻勢に転じ、一揆勢への加入を強制する動きが強まった。このような藩に従順な反一揆側である寝者に対する一揆勢の攻勢を「寝者起し」と呼んだ。また一揆勢は立者と寝者を厳しく峻別するようになり、立者同士の団結を固めた。一揆が長期化する中で立者と寝者との対立は激しさを増していく。
宝暦4年（1754年）7月の藩側の検見法言い渡しに始まる郡上一揆は、翌宝暦5年（1755年）7月には幕府の美濃郡代が介入し、その後、江戸出訴、追訴そして駕籠訴と活動を強化し、それに伴い多くの人員が訴訟のため江戸に詰めるようになり、また藩側の弾圧に対抗して郡上藩外に関寄合所が設けられ活動拠点となった。一揆勢は宝暦4年（1754年）8月の一揆開始当初から必要な費用を地域ごとに分担していたが、江戸、関、郡上をまたに掛けた活発な活動を継続するためには資金調達が欠かせず、活動資金を郡上郡内で分担する郡中割が行われるようになった。

### 駕籠訴人と村方三役代表との対決
宝暦6年8月27日（1756年9月21日）、郡上藩側から、郡上郡内の村方三役から庄屋10名、組頭10名、百姓代10名の計30名が選ばれ、駕籠訴吟味において事情を確認するため江戸に向かわせることが言い渡された。一揆勢との軋轢に悩んでいた村方三役にとって、江戸で駕籠訴吟味の事情聴取を受けることは大きな負担であり、遠慮したい旨嘆願した。一部の村方三役は江戸行きを強く拒否して逃走し、入牢、手鎖処分を受けた者もいたが、幕府の手によって進められている吟味を断りようもなく、9月に入って郡上藩代官猪子庄九郎、別府弥角の引率で30名の村方三役は江戸に向かい、宝暦6年9月17日（1756年10月10日）到着した。
宝暦6年10月24日（1756年11月16日）、町奉行の依田政次役宅に5名の駕籠訴人と30名の村方三役が呼び出され、両者が対決する形で駕籠訴の吟味が進められた。吟味は駕籠訴で提出された訴状の内容について確認する方法で進められ、依田町奉行は5名の駕籠訴人の申し立てに好意的であり、吟味も優勢に進められた。また30名の村方三役に付き添った代官猪子庄九郎、別府弥角にも尋問がなされたが、両代官は厳しく叱責された。
老中の駕籠になされた駕籠訴が受理され、町奉行による駕籠訴吟味の内容が一揆側の農民たちに比較的好意的であったのは、幕府内の路線対立が影響しているとの説がある。当時、あくまで年貢増徴によって幕府財政を維持しようという派と、年貢増徴策に対する農民たちの頑強な抵抗を目の当たりにして、年貢増徴策一本槍の財政再建に批判的な派の対立が表面化しており、郡上一揆の駕籠訴吟味は、年貢増徴策一本槍の財政再建に批判的な派閥によって推進されていたため、一揆勢に好意的なものになったと考えられる。
また駕籠訴吟味が一揆勢に好意的であったことは、その後の一揆活動に少なからぬ影響を与えた。幕府は一揆勢の訴えに好意的であると判断したため、駕籠訴吟味の判決が出されることなく継続した一揆の裁きを、農民たちは目安箱への箱訴を行い改めて幕府に求めた。しかし箱訴によって開始された評定所での吟味は、一転農民たちにとって極めて厳しいものになった。

### 郡上での動き
郡上藩主金森頼錦は、宝暦6年（1756年）7月に参勤交代に伴う郡上帰国を予定していたが病気により延引され、宝暦6年9月7日（1756年9月30日）に郡上へ戻った。藩主の郡上入りに際し、在郡中であった郡上郡内の村方三役は藩領入り口で恒例の藩主の出迎えを行ったが、この時の藩主帰国時には出迎えに来なかった者も現れた。
江戸での駕籠訴吟味の過程で、駕籠訴人は郡上で拘束されている者たちの赦免を願い出ていたがそれが認められ、郡上藩側に赦免を行うように通知された。その結果、宝暦6年（1756年）10月には郡上郡内で入牢、手鎖、村預けとされていた者の多くが赦免された。
一方、藩主の郡上帰国後、郡上一揆のきっかけとなった有毛検見法の採用に批判的であった筆頭家老の金森左近が改易され、替わりに田島又五郎が取り立てられた。金森左近以外の有毛検見法採用に反対した郡上藩士も次々と失脚し、一方経済関連の役職が増員された。そして郡上藩側は宝暦6年も検見法による年貢取立てを強行し、宝暦6年中に年貢を納められない農民らは各村で手鎖の処分を受けた。

## 一揆勢と藩側の攻防

### 駕籠訴人の帰国と駕籠訴吟味の停滞
宝暦6年10月24日（1756年11月16日）に町奉行の依田正次役宅で行われた5名の駕籠訴人と30名の村方三役の吟味後、宝暦6年（1756年）12月、駕籠訴人と村方三役代表双方に帰国が言い渡された。村方三役代表は自由に郡上へ向かうよう言い渡されたが、駕籠訴人5名は郡上藩の江戸藩邸から25名の足軽が付き添い、郡上へと向かった。
5名の駕籠訴人は当時罪人扱いの者が乗せられた、籐丸駕籠に乗せられることもない上に、当時百姓身分では厳禁であった帯刀をして郡上へ向かった。なお、郡上への帰途に帯刀したことは後に行われる郡上一揆の幕府評定所での判決で罪状の1つに挙げられることになる。宝暦7年1月7日（1757年2月24日）、大勢の一揆勢農民の出迎えを受け、駕籠訴人は郡上へ戻った。駕籠訴人は郡上藩側から村預けを言い渡され、各村の庄屋宅の座敷牢に監禁処分となった。各駕籠訴人の座敷牢は郡上藩の足軽、そして各村の農民らによって昼夜わかたず交代で見張り番が行われ、親類縁者や立者農民との接触は厳しく禁止された。
駕籠訴人の帰国によって一揆勢の活動は更に盛り上がり、駕籠訴受け入れの判決が下るであろうとの内容の文書を郡上郡内に広めた。一方、駕籠訴人と同時期に郡上へ戻った30名の村方三役代表や藩側は、駕籠訴は却下されたと触れ回った。実際には駕籠訴の吟味は裁決が下されることなく放置された。一揆勢の中で急進派であった上之保筋の立者は一揆勢有利の裁決が下されるものと楽観視して活動を更にエスカレートさせていくが、明方筋や下川筋の立者は上之保筋の活動に必ずしも同調せず、駕籠訴の吟味についても店晒しになるのではないかと冷静に分析していた。なお、駕籠訴の吟味は進められることなく放置されたが、幕府内部では宝暦7年（1757年）から宝暦8年（1758年）にかけて、郡上藩の年貢徴収法について幕府役人である美濃代官が介入したことに関して、勘定奉行の大橋親義に対する事情聴取は続行されており、これは幕府内（特に勘定所内）での年貢増徴派と反年貢増徴派の路線対立が影響していた。
郡上帰国当初、厳しい軟禁状態に置かれた駕籠訴人であったが、宝暦7年（1757年）3月には見張り役の足軽が引き上げ、同月、庄屋宅の座敷牢に監禁されていたものが自宅軟禁へと切り替わった。その後駕籠訴人らは村預け処分は変更されないものの、駕籠訴人名義で各村に回状を回すなど一揆勢の指導的な役割を果たすようになる。

### 一揆勢の体制と活動強化
宝暦7年（1757年）1月、帰国中の藩主金森頼錦に対して一揆勢は、三家老の免許状で約束した通りに検見法を取りやめることと、いまだに拘束されたままであった農民の釈放を求めた願書を提出する。そのような中、宝暦7年2月4日（1757年3月23日）讒言によって入牢していた中津屋村太郎左衛門が牢死し、他の入牢中の立者農民も衰弱が激しくなっていた。一揆勢は会合を開き、讒訴を行った者の家や庄屋に押しかけて赦免嘆願を行うよう圧力をかけた。金森頼錦は宝暦7年2月25日（1757年4月13日）、参勤交代により江戸へ向けて出立したが、庄屋らの嘆願もあり宝暦7年3月6日（1757年4月23日）、入牢者は釈放された。
この頃になると、一揆勢の中から選ばれ、一揆参加者の間で取り交わされた頼み頼まれ証文で誓約を行った歩岐島村四郎左衛門を中核とした帳元が、資金の割り当てや活動方針の取りまとめなど一揆全般の活動を取り仕切るようになり、一揆勢の組織整備も進んだ。そして一揆全体の活動を統括した歩岐島村四郎左衛門を中核とした帳元に対し、一揆の実行部隊として、気良村甚助、寒水村由蔵、向鷲見村五郎作（後に改名して吉右衛門）らが活躍するようになった。
宝暦7年（1757年）2月には、郡上郡内の一揆勢農民が白鳥那留ヶ野に集結してこれまでの一揆の経過について確認する中で、内々に相談してきた内容が藩側に漏れ、大勢の仲間が手鎖や入牢の処分を受けて苦しむことになったのは、立者から寝者へと寝返った上に藩側に情報を漏らした者たちのせいだという話となり、藩側に情報を漏らした寝者の代表的人物として24名が挙げられた。上之保筋ではさっそく寝者の代表として槍玉に挙げられた農民宅に乱入し、誤りを犯した旨の証文の提出を強要した上に米や麦を横領した。寒水村由蔵はこの時の行動が翌年の評定所の判決で獄門とされた一因となった。
宝暦7年3月7日（1757年4月24日）、帳元から一揆を進めるに当たり必要とされる資金の調達が言い渡された。この時、帳元から調達を指示された金額は郡上郡の年貢額の約1割に当たる1160両という大金であり、上之保筋、明方筋、下川筋それぞれに分担金が割り当てられることになった。すると上之保筋で寝者の家や庄屋宅に押し入って金銭の差し出しを強要する動きが始まった。この動きは上之保筋から明方筋へ、更には下川筋にも広がり、一揆勢に加担しない人々からも強引な金集めが行われた。そして郡上八幡城下の町名主のところにまで一揆勢は金の徴収に現れたが、藩から出された一揆勢からの金銭要求に応じてはならぬとの命に従うといって、町名主たちは要求を拒絶した。すると町名主から金銭要求を拒絶された一揆勢は、町方が所有する田畑の作物を勝手に収穫する挙に出た。
このような一揆勢の体制強化と攻勢の中、農民たちが立者に加入するケースが相次ぐようになった。宝暦7年（1757年）に立者に加入した中には村方三役が多く含まれ、特に宝暦7年（1757年）6月には上之保筋で63名という大勢の村方三役が立者に仲間入りした。

### 強まる軋轢
宝暦7年6月11日（1757年7月26日）、駕籠訴人の前谷村定次郎、切立村喜四郎の名で村々に回状が回った。回状では殿様、農民の敵は寝者であり、寝者の亭主子どもはもちろん、家来であっても決して挨拶してはならないとし、同じ農民同士でありながら、一揆勢の立者と反一揆勢の寝者との間の厳しい対立を示したものであった。また村によっては寝者と交際したことが判明した場合、罰金を徴収することを取り決めた。
このような情勢下、宝暦7年（1757年）6月には、反一揆勢である寝者の側でも、強固な寝者同士の結束を固めるために駕籠訴仲間不加入連署状という証文が交わされる事態となり、立者と寝者の対立はエスカレートしていった。ただ、郡上郡内の立者、寝者間の対立は激化していたが、一揆勢の立者の中でも活動に消極的な人たちがあり、寝者も駕籠訴仲間不加入連署状を取り交わした強固な反一揆派から、一揆そのものに関心が薄い人たちまで様々である。その他立者、寝者の中立の立場を取る「中人」、更には立者、寝者双方に好を通じる「両舌者」という人もいた。そして一揆勢に有利な情勢になると立者が増え、逆に藩の締め付けが厳しくなるなど一揆勢が困難な課題に直面すると寝者が増加するなど、立者、寝者は決して固定的なものではなく、その時々の情勢によって流動的であった。また立者、寝者にも深入りせず村として中立の立場を堅持した正ヶ洞村のような存在もあった。
そして一揆勢から金銭要求を受けた上に所有する田畑の収穫物を取り上げられていた町方は、郡上藩側からの働きかけもあって、江戸で訴えを起こすことを計画した。結局宝暦7年（1757年）7月、町方と村方の代表が藩役人に連れられて江戸に向かい、郡上藩主金森頼錦の親族でもあった幕府寺社奉行の本多忠央のところへ向かい、訴訟について相談した。しかし本多忠央から、藩のやり方が良くないせいで郡上藩がらみの訴訟が頻発しているのだから、これ以上訴えなど起こさぬ方が良いなどと忠告されたこともあり、一揆勢に対する訴訟は不発に終わった。

### 藩の統制が及ばない上之保筋
宝暦7年9月30日（1757年11月11日）、上之保筋の一揆勢帳元が責任者となって「定」を制定した。「定」では、各所から金銭的な要求があっても駕籠訴吟味の判決が出るまで繰り延べするようお願いすること、そして借金については決して乱暴なことをしないこと等、一揆などの大衆運動にありがちな無法を禁じ、統制が取れた行動をしていく取り決めがなされていた。また「定」は、一揆勢が村方三役を中心とした江戸時代の農村秩序に替わる、自治的な新たな決まりを制定したことを表している。
「定」の制定からもわかるように、宝暦7年（1757年）後半から宝暦8年（1758年）にかけて、上之保筋は郡上藩の威令が及びにくい状況となった。宝暦7年（1757年）12月に作成された上之保筋の立者、寝者人別帳によれば、上之保筋の約9割が立者であり、村内全てが立者であった村も23村あった。このような立者の圧倒的な優勢下、年貢納付も十分に行われない状態に陥った。

## 藩側と一揆勢の対立激化

### 新町太平治の投獄と一揆勢の暴動
郡上郡内の農民が一揆勢である立者と反一揆勢である寝者とに分かれ、激しく対立する中で、郡上八幡の城下町にも一揆勢に味方する町方立者が現れるようになった。そのような町方立者の1人に新町太平治がいた。太平治は一揆勢に肩入れしているため郡上藩役人に狙われていたが、宝暦7年（1757年）10月、自宅に商人を宿泊させながら藩庁に届けを出すのが遅れたことを咎められ、微罪であるのにもかかわらず投獄されてしまった。
些細なことで町方立者の新町太平治が入牢させられたことを聞き、一揆勢としてもこのままにはしておけないとして、宝暦7年10月26日（1757年12月7日）、郡上郡内で動員された600名あまりの一揆勢農民が町名主の原茂十郎宅に押しかけ、藩庁に新町太平治の赦免願いを提出するように圧力をかけた。しかし原茂十郎は要求を受け入れようとしなかったため、一揆勢は原茂十郎宅で暴れまわった。騒ぎを聞きつけた藩側から数十名の小頭、足軽が駆けつけ、「訴えを取り次ぐのでまず静まるよう」説得した。一揆勢は説得を受け入れ、各村々に引き上げる最中、200名程度にまで少なくなったところに100名あまりの小頭、足軽が追いつき、一揆勢を率いていた気良村甚助、寒水村由蔵、大久角村喜平次、那比村助次郎の四名が呼び出され、領主を恐れず騒動を起こすとは不届きであると強く叱られた。直後に一揆勢と小頭、足軽との間に小競り合いが起き、一触即発の状態となったが、このときは仲裁する者がいたため騒動になることはなかった。
一揆勢の暴動が藩側の対応によって抑えられたことを見て、寝者農民の勢いが増した。そのような中で一揆勢をさらに抑圧するような動きが計画されるようになった。これが翌年の歩岐島騒動の伏線となった。

### 用人大野舎人の村方三役、駕籠訴人の呼び出し
宝暦7年（1757年）11月、江戸から用人大野舎人が郡上に戻った。大野は宝暦7年12月3日（1758年1月12日）に明方筋、下川筋の村方三役全員を呼び出し、駕籠訴の吟味で、駕籠訴人と30名の村方三役代表は御定法に従って33か条の願書を取り下げたためお許しを貰えたのにもかかわらず、駕籠訴人は未だに判決を待っており不届きであるとし、この申し渡しを各村々に広めるように命じた。なお、上之保筋の村方三役が呼び出されなかったのは、上之保筋では一揆勢が「定」を制定した自治状態となっており、藩の統制が効かなくなっていたためと考えられる。
大野は引き続き駕籠訴人5名と30名の村方三役代表を呼び出した。これは駕籠訴人と村方三役代表を対決させることによって、駕籠訴が受理されたとの駕籠訴人の主張を覆すことを狙ったものであったが、宝暦7年12月15日（1758年1月24日）、東気良村善右衛門、切立村喜四郎、前谷村定次郎、東気良村長助、那比村藤吉の5名の駕籠訴人のうち、上之保筋の切立村喜四郎、前谷村定次郎両名の駕籠訴人は出頭せず、結局駕籠訴人と村方三役との対決は実現することなく駕籠訴人と村方三役とも翌日には各村へと戻り、大野舎人のもくろみは失敗に終わった。

### 気良村甚助の処刑
宝暦7年10月26日（1757年12月7日）の暴動を指揮した気良村甚助、寒水村由蔵、大久角村喜平次、那比村助次郎の4名のうち、一番の首謀者と見られていた気良村甚助は藩側から特に目をつけられていた。宝暦7年12月3日（1758年1月12日）、郡上八幡城下にやって来ていた甚助は藩側に捕らえられ、全く吟味もなされないまま宝暦7年12月18日（1758年1月27日）、穀見の刑場でひそかに打ち首にされた。これは先の大野舎人による呼び出しにもかかわらず、上之保筋の切立村喜四郎、前谷村定次郎両名の駕籠訴人は出頭せず、駕籠訴が受理されたとの駕籠訴人の主張を覆すもくろみが失敗したことの意趣返しとの説がある。
当時としても、全く吟味を行うことなく理由も明らかにしないまま処刑を行うのは違法であり、事実を知った一揆勢は激しく抗議するが、藩側は「甚助の罪状はお前たちがよく知っているはずだ」と言うばかりで全く抗議に取り合おうとしなかった。この気良村甚助の違法な処刑は翌年の幕府評定所における郡上一揆吟味の際、郡上藩側の重大な手落ちとされ、藩主金森頼錦改易の理由の1つとされた。

### 追訴の失敗
駕籠訴吟味の判決が出ることなく一揆勢と藩側との対立状態が続いていることについて、一揆勢の中で懸念する声が出るようになり、宝暦7年12月26日（1758年2月4日）、鮎走村甚左衛門、那比村久助が追訴を行うために江戸に向かった。宝暦8年（1758年）1月、両名は江戸に着いて、駕籠訴の後も弾圧が止まることがない上に、藩側は駕籠訴は取り下げられたとの虚偽の話を広めるありさまであり、早く駕籠訴の訴えを聞き届けていただきたいとの内容の訴状を町奉行所に提出する追訴を行ったが、町奉行側は訴状を受け取ることなく門前払いされた。
かねてから郡上の一揆勢が利用していた公事宿である神田橋本町の秩父屋半七宅に宿泊していた鮎走村甚左衛門、那比村久助の両名は、追訴が門前払いされ意気消沈していた。この様子を見た秩父屋は同情して、これまでも郡上農民の訴状作成に協力していた公事師島村良仙の協力を改めて仰ぐよう助言した。鮎走村甚左衛門、那比村久助の両名は島村良仙に会い、協力を要請したところ、宝暦8年（1758年）2月上旬、島村は偽造した謀書を両名に渡した。その後の経過ははっきりしない点があるが、那比村久助は逃亡し、鮎走村甚左衛門は郡上に戻って藩側に謀書を提出したところ、郡上藩側に拘束されたと考えられる。後の評定所での判決では、偽の書状を郡上藩側に提出したことをとがめられ、鮎走村甚左衛門と公事師島村良仙は重追放とされた。

### 歩岐島騒動

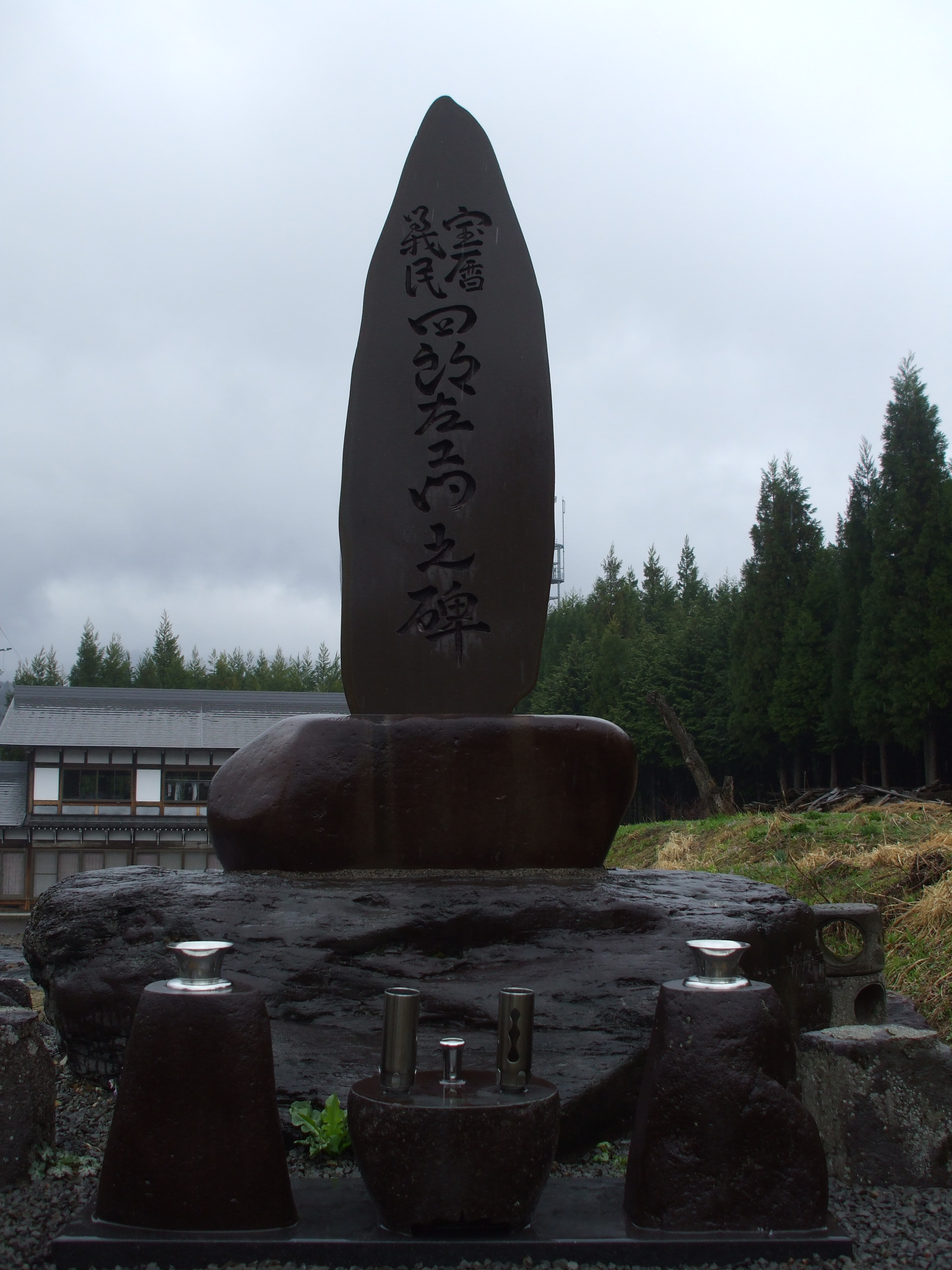
郡上市歩岐島にある、郡上一揆帳元の中核を務めた歩岐島村四郎左衛門の顕彰碑。

郡上藩用人の大野舎人は、駕籠訴人5名と30名の村方三役代表を対決させて、駕籠訴が受理されたとの駕籠訴人の主張を覆すもくろみが失敗した後も、一揆勢の弱体化を狙った画策を続けていた。大野は一揆勢の組織を切り崩すために資金と帳面を押収することとした。そこで一揆勢の司令塔である帳元について郡上郡内を徹底的に捜索した結果、宝暦8年（1758年）2月上旬には歩岐島村四郎左衛門が帳元の中核であると判明した。藩側はまず歩岐島村四郎左衛門を呼び出してみたが呼び出しに応じなかったため、四郎左衛門と同じ歩岐島村に住む寝者である歩岐島村久右衛門を呼び出し、四郎左衛門の様子について尋ねてみると、家に隠れて外出していないことが報告された。そこで藩側は久右衛門に対し、四郎左衛門宅から帳面と金銭を奪い取るよう指示した。
宝暦8年2月24日（1758年4月2日）、郡上藩の足軽4名と歩岐島村久右衛門を始め十数人の寝者農民が、歩岐島村久右衛門の家に押し入り、帳面、金銭などを奪った。歩岐島村四郎左衛門はからくも逃げることに成功し、隣家に匿われた。帳元元締めの歩岐島村四郎左衛門の家に藩足軽、寝者が押し入り、金銭や帳面を奪い取ったことを聞きつけた近隣の一揆勢は、さっそく大挙して駆けつけ、久右衛門ら四郎左衛門の家に押し入った寝者を捕らえ、逆に四郎左衛門宅に監禁した。
久右衛門ら四郎左衛門の家に押し入った寝者を四郎左衛門宅に監禁した後、郡上郡内の15歳から60歳の男性は歩岐島村の帳元のところに集結するよう回状が回った。その結果、宝暦8年2月26日までに約3000人の立者農民が集結した。事態を寝者農民から知らされた藩側は驚き、約30名の小頭、足軽を歩岐島村に派遣した。歩岐島村に到着した藩側の小頭、足軽は、大勢の一揆勢を前に、このように大勢で集まることは不届き千万であると叱った。すると一揆勢は、先日、歩岐島村四郎左衛門の家から帳面、金銭などを奪われたが、奪った盗人を拘束している。盗人を取り調べて帳面、金銭などを返してもらいたいと主張した。そこで藩側は取り調べを行うので拘束している久右衛門を引き渡すよう伝え、一揆勢もこれに納得したため久右衛門は藩側に引き渡された。しかし翌日、新たに足軽20人が増派されると、棒で一揆勢を殴りつけながら歩岐島村四郎左衛門を拘束しようとした。武器を持っていなかった一揆勢はいったん退却したが、帳面、金銭を奪われたあげくに暴力まで受けて引き下がるわけにはいかないと、石を大量に集めて四郎左衛門の家を取り囲み、大声を上げながら投石を行った。最初は藩側の小頭、足軽らは棒で応戦していたが、大勢の一揆勢の投げる石の雨に見舞われ、命の危険を感じ抜刀した。しばらくして石の雨が弱まったと見るや、小頭、足軽らは血路を開こうと一揆勢に刀を振り回しながら突入し、一揆勢も大勢が負傷しながら応戦した。結局機転を利かせた藩側の足軽頭が「後詰早く来い、早く来い！」と、実際には配備していなかった後詰を呼ぶ声を発し、新たな増援部隊がやって来ると一揆勢を警戒させた上、折からの土砂降りの雨にも乗じて何とか逃げ切った。一方一揆勢も藩側の大規模反攻を警戒していったん山林に隠れた上で、やはり土砂降りの雨に乗じて解散した。
この歩岐島騒動と呼ばれる郡上一揆で最大の一揆勢と郡上藩側との衝突により、死者こそ出なかったものの、一揆側農民は30名あまりの重軽傷者を出し、藩側の小頭、足軽も17名の負傷者を出した。歩岐島から何とか逃げてきた小頭、足軽たちの報告を聞いた藩側は、このような騒動が起きた以上、一揆勢の首謀者たちは江戸に訴えに行くと想定し、また郡上郡中の村方三役に対して騒動参加者について報告を命じた。藩側の動きを察知した一揆勢は、歩岐島村四郎左衛門の名で「藩側の足軽たちに理不尽な仕打ちを受けたことに納得できない。参上して談判したい」との書状を藩側に送りつけた。一揆勢が大挙して郡上八幡城下に殺到する事態を恐れた藩側は急ぎ防備を固めた。その隙を突き、一揆勢の指導者クラスであった歩岐島村治衛門、剣村藤次郎らが郡上郡内から脱出した。
また歩岐島騒動の発端となった歩岐島村四郎左衛門宅にあった帳面は、何者かがひそかに持ち出していて一揆側が保持し続けていた。このことは秘密にされており、帳面が藩、反一揆勢に奪われたことにしておくことは、郡上一揆の訴訟を有利に進めるための一揆勢の作戦であった。

## 目安箱への箱訴

### 駕籠訴人切立村喜四郎、前谷村定次郎の脱走と一揆勢の体制再構築
歩岐島騒動による混乱の最中、村預け中であった駕籠訴人切立村喜四郎、前谷村定次郎の両名は監禁中の自宅を出て、飛騨との国境近くの山深い場所の、猪や鹿などの害獣から農地を守るために設けられた鹿番小屋に一時期身を隠した後、前谷村吉郎治、切立村吉十郎とともにひそかに江戸へと向かった。
切立村喜四郎、前谷村定次郎らが行った駕籠訴は、審理が事実上ストップしていたとはいえまだ判決が出ていない未決状態のままであり、幕府から身柄を預かった郡上藩が村預け処分を行っていた。つまり郡上藩側としては幕府の未決状態の囚人に脱走されたことになり、まず藩内を必死になって捜索した。しかしすでに江戸に向かっていた切立村喜四郎、前谷村定次郎を見つけ出せるはずがなく、宝暦8年（1758年）3月20日過ぎになって幕府に駕籠訴人切立村喜四郎、前谷村定次郎の逃亡を届け出た。郡上藩内での厳しい捜索状況と、幕命に反して逃亡した形となったことを懸念した関寄合所は、まず両名に幕府への自首を勧めた。しかし喜四郎、定次郎ともにすぐには自首せず、再度の追訴、そして目安箱への箱訴の実行に尽力し、宝暦8年（1758年）8月末、評定所での裁判が始まった後に自首した。
また郡上藩から報告を受けた幕府も、前谷村と切立村の庄屋、組頭らを江戸に呼び出し、宝暦8年4月21日（1758年5月27日）、30日以内に切立村喜四郎、前谷村定次郎の両名を探し出すよう命じた。しかしやはり江戸に出ていた両名を探し出せるはずもなく、6月になって捜索期限の日延べを願い出た。
歩岐島騒動後、藩側は騒動参加者そして駕籠訴人切立村喜四郎、前谷村定次郎の捜索とともに、一揆勢による半ば自治状態となっていた上之保筋に対する締め付けを開始した。そのような中、宝暦8年（1758年）3月には上之保筋での一揆勢優勢という状況下で一時期活動を休止していた関寄合所の活動を、歩岐島村四郎左衛門を中心として再開することとした。一揆勢は藩側の攻勢に対し、関寄合所を中心とした体制を再構築し、江戸と郡上郡内との連絡調整、闘争資金の調達、そして一揆の訴訟作戦を進めていくことになる。

### 再度の追訴失敗と箱訴の決断
歩岐島騒動の勃発という事態を受け、江戸で活動していた一揆勢は訴訟作戦についての検討を行った。宝暦8年3月12日（1758年4月19日）、江戸で潜伏生活を開始していた駕籠訴人切立村喜四郎、前谷村定次郎は、幕府に対して訴訟を進めるための人材を新たに派遣するように依頼する書状を関寄合所に送った。
しかしここで問題が発生した。切立村喜四郎、前谷村定次郎からの書状を受け取った関寄合所では、訴訟のために新たに人員を派遣するということは重要な判断を要するため、郡上郡内の一揆勢全体で相談して決めようと考えたが、明方筋、下川筋の一揆勢からは、歩岐島騒動は上之保筋で発生した事件なので上之保筋で訴訟を行うのが筋であると主張し、人員を新たに送ることを拒否した。結局訴訟実行の人員として上之保筋から向鷲見村弥十郎、剣村藤次郎を派遣することとした。これは強硬派の上之保筋に対して、明方筋、下川筋は必ずしも共同歩調を取らないようになったことを示している。
駕籠訴人切立村喜四郎、前谷村定次郎と関寄合所との間で訴訟についてやり取りを行っている最中の宝暦8年3月20日（1758年4月27日）、歩岐島村治衛門、二日町村伝兵衛ら、江戸にいた一揆勢9名が訴状を北町奉行依田政次の番所に持参し、追訴を行おうとしたが訴状は受理されなかった。追訴の不受理という結果を受けて、一揆勢は目安箱への箱訴を決断することになる。

### 箱訴決行
宝暦4年7月20日（1754年9月6日）の郡上藩からの検見法言い渡しに始まった一揆は、その後幕府代官である笠松陣屋の介入があり、江戸藩邸への出訴、藩主実弟の井上家への追訴を行うも郡上藩側の弾圧を受け、宝暦5年11月26日（1755年12月28日）には老中酒井忠寄への駕籠訴を行い、ようやく訴状が受理され吟味が開始された。しかし審理は停止状態となり、駕籠訴から2年あまりが経過しても判決はなされなかった。駕籠訴の判決が下されない中、一揆勢は2度の追訴を行ったが訴状は受理されず、ここに目安箱への箱訴を行うことに決した。
当時、江戸には郡上一揆の一揆勢とともに、同じ郡上藩の預地であった石徹白で続いていた石徹白騒動の関係者も滞在していた。郡上一揆の一揆勢と石徹白騒動の関係者は情報交換を行い、その中で石徹白騒動の関係者から、郡上藩主金森頼錦は縁戚関係を利用して訴訟を握りつぶしているとの情報に接し、もはや将軍が自ら訴状の内容を確認する目安箱への箱訴を決行するしかないと判断したとの資料もある。
宝暦8年4月2日（1758年5月8日）、江戸に滞在していた郡上一揆勢のうち歩岐島村治衛門、二日町村伝兵衛、市島村孫兵衛、東俣村太郎衛門の4名と、訴訟実行の人員として派遣された向鷲見村弥十郎、剣村藤次郎の2名の計6名が、目安箱に訴状を投函する箱訴を決行した。箱訴の決行は江戸に潜伏中の駕籠訴人切立村喜四郎、前谷村定次郎が中心となって進められたと考えられるが、両名とも公式には村預けの処分中であったため訴人に名を連ねることはなかった。
訴状にはこれまでの一揆の経過を説明する中で、歩岐島騒動や気良村甚助の処刑などの藩側の不当な弾圧を指摘し、改めて吟味と訴訟の裁決を願う内容であった。また訴状の他に歩岐島騒動での一揆勢負傷者35名の名前と負傷状況を記したリストが添えられた。後の評定所での吟味において、35名のうち33名が江戸に呼び出され、厳しい尋問によって十数名が牢死し、生存者も所払いの判決を言い渡されることになる。
箱訴は宝暦8年4月2日（1758年5月8日）に続き、宝暦8年4月11日（1758年5月17日）には初回と同様の内容で2度目の箱訴を行った。結局2度目の箱訴が受理され、訴人の6名は町奉行の依田政次に呼び出され、訴状が受理され吟味が行われることを告げられた上で、6名の訴人に宿預けが言い渡された。

### 箱訴の吟味開始と郡上の情勢
宝暦8年4月11日（1758年5月17日）に行われた2度目の箱訴が受理されたことによって、改めて郡上一揆についての吟味が開始された。吟味は宝暦8年（1758年）の4月末から6月にかけて、まず6名の箱訴人を奉行所に呼び出し、訴状の内容等について確認する方式で進められ、吟味の内容は吟味書にまとめられた。
箱訴が受理され吟味が開始されたものの、一揆勢は資金不足に悩んでいた。これまで一揆勢は多くの資金を分担して集めていたが、前年の宝暦7年（1757年）は凶作であり、しかも一揆の影響もあって収穫が減り、多くの農民が困窮したため、集めた資金の一部を貸し出していた。しかし長引くばかりの江戸での裁判は多くの費用がかかり、宝暦8年（1758年）5月の段階で資金がほぼ底をついた。また江戸での裁判の再開という事態の中、郡上と江戸との連絡調整を担う関寄合所の人員も不足していた。資金調達は思うように捗らず、裁判を抱えた江戸の一揆勢の資金不足は更に深刻化したため、やむなく困窮していた農民に貸し出した金の取り立てを行うことにしたが、明方筋、下川筋からは入用金の取り立てが厳しいとの声が挙がった。
このような情勢下、郡上郡内では一揆勢に対する不満が高まり、明方筋の下津原村が立村から脱落し寝村となるなど、一揆勢からの脱落が見られるようになった。一揆が始まってから既に4年近く、駕籠訴からも2年以上が経過していたが、事態の進展が見えない中、評定所での本格的な吟味開始直前には資金、人材不足そして一揆勢からの離脱が見られるなど、一揆勢は困難に直面していた。

## 幕府評定所での本格的な吟味

### 将軍家重の疑念

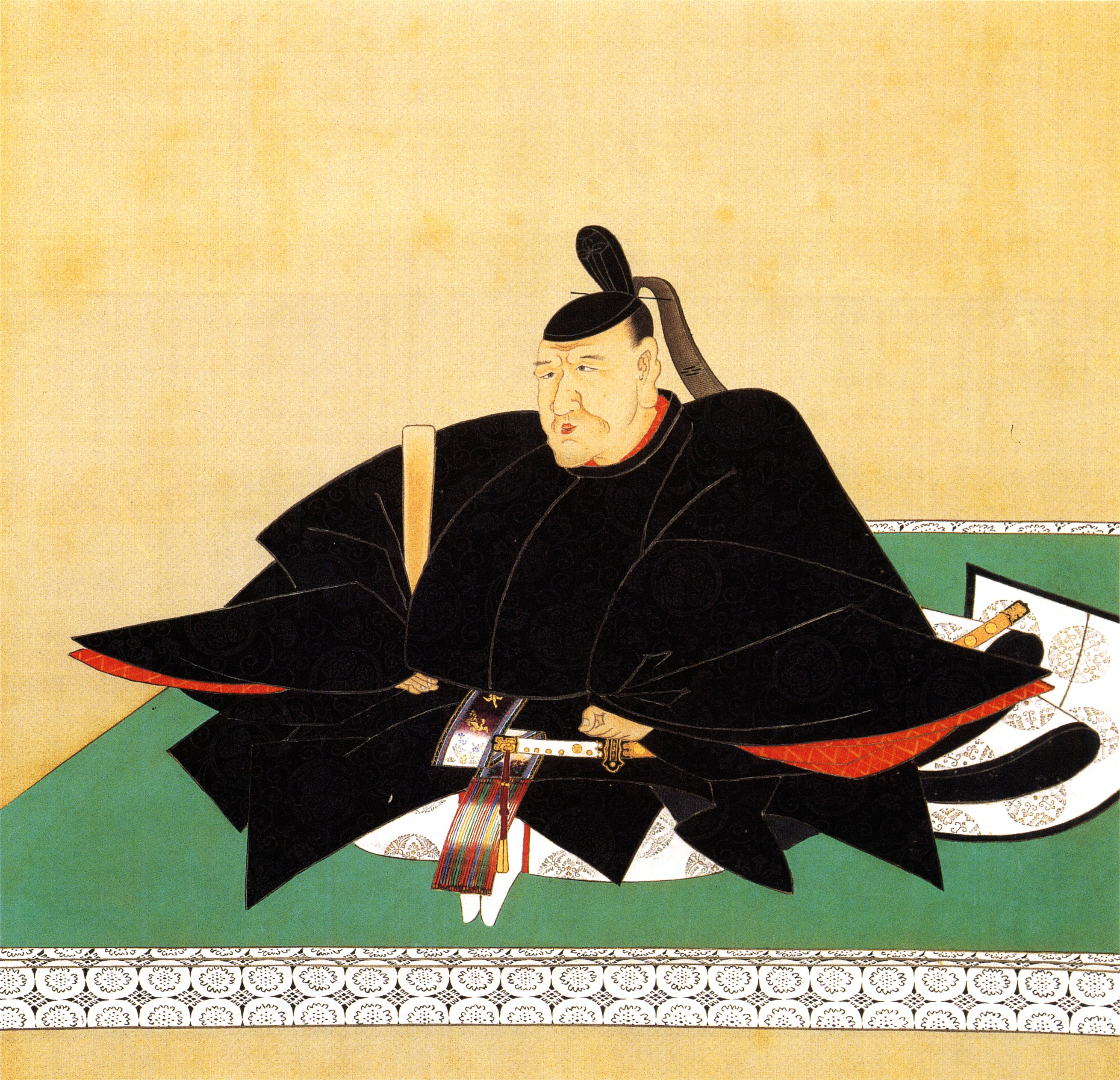
時の将軍徳川家重が抱いた幕府要人関与の疑いが、なかなか進まなかった郡上一揆の吟味を一気に進めるきっかけとなった。

郡上一揆の件で目安箱への箱訴が行われ、吟味が開始される中、宝暦8年6月11日（1758年7月15日）には郡上藩預地の石徹白で続いていた石徹白騒動についても箱訴が行われた。石徹白騒動の箱訴は宝暦8年7月2日（1758年8月5日）、宝暦8年7月21日（1758年8月24日）と繰り返し行われ、3回目の箱訴が受理されて吟味が開始されることになった。
郡上藩絡みの箱訴が繰り返される中、将軍家重はこれらの事件の背後に幕府要人の関与があるのではないかとの疑いを抱く。もともと郡上一揆に関する駕籠訴における吟味でも、郡上藩の年貢徴収法改正に幕府役人である美濃郡代が介入したことに関して幕府勘定奉行の大橋親義らの関与が疑われており、大橋はもみ消し工作に奔走していた。そして駕籠訴の吟味が中断状態になった後も、大橋は勘定所内の吟味で事情聴取を受け、箱訴受理後の宝暦8年（1758年）5月、7月と更なる尋問を受けていた。また将軍直属の御庭番からも郡上一揆における幕府要人関与の情報が上げられていたとも推察される。
情報を把握した家重は、郡上一揆に幕府要人の関与があったとの確証を抱くに至った。将軍の疑いはこれまでなかなか進まなかった郡上一揆の裁判を徹底審理する方向へと導いた。また郡上藩絡みのもう1つの大事件であった石徹白騒動についてもやはり幕府要人の関与が疑われたため、郡上一揆とともに評定所御詮議懸りによる本格的な吟味が行われることになる。

### 本格的な吟味開始と明らかになった幕府要人の関与
宝暦8年7月20日（1758年8月23日）、江戸城に寺社奉行阿部正右、町奉行依田政次、勘定奉行菅沼定秀、大目付神尾元数、目付牧野成賢の5名が呼び出され、老中の酒井忠寄から2通の箱訴状、これまでの吟味の結果を記した吟味書等、関係書類を手渡された上、評定所の御詮議懸りに任命され、老中の指揮の下で郡上一揆に関する吟味を行うように命じられた。これは五手掛と呼ばれる幕府評定所における裁判で最も大規模な体制であり、また江戸時代を通じても百姓一揆の裁判で評定所の御詮議懸りが任命された例は郡上一揆のみである。
幕府の中で評定所御詮議懸りによる吟味の指揮を取ったのが、勝手掛老中首座の堀田正亮、老中酒井忠寄、そして御用取次であった田沼意次であった。田沼は御詮議懸りメンバーの依田正次に対し、この事件は将軍のお疑いがかかっているので、勘定奉行大橋親義、寺社奉行本多忠央が関与しているからといって、少しも手加減する必要は無いと申し渡した。
郡上一揆の幕府評定所御詮議懸りによる吟味は、このように幕府内部の問題解決を主目的として開始された。そのため吟味開始翌日に早くも大橋親義が尋問されたのを皮切りに、美濃郡代青木次郎九郎やその手代、郡上藩役人の尋問が先行して行われた。吟味の中で美濃郡代の郡上藩年貢徴収法改正への介入は、寺社奉行本多忠央から勘定奉行大橋親義への働きかけが行われ、その上で美濃郡代青木次郎九郎に対して上司である大橋親義が命じたということが明らかになった。まず宝暦8年8月3日（1758年9月4日）、大橋親義は佐竹壱岐守へ預処分を言い渡された。そして宝暦8年8月22日（1758年9月23日）には、老中酒井忠寄は石徹白騒動についても郡上一揆の吟味と同じく評定所御詮議懸りが行うよう、御詮議懸りの5名に覚書を交付した。
さらに吟味の過程で、美濃郡代による郡上藩年貢徴収法改正への介入に関与した幕府高官は本多忠央、大橋親義だけではなく、大目付曲淵英元、そして老中本多正珍が関与していたことまで明らかとなった。青木次郎九郎が提出した書状に老中本多正珍の名を見出した御詮議懸りは、宝暦8年8月25日（1758年9月26日）、さっそく吟味の指揮を取っていた勝手掛老中首座の堀田正亮、老中酒井忠寄、御用取次田沼意次に報告するとともに、言語不明瞭な将軍家重の言葉を良く解するため、将軍の側近となっていた大岡忠光にまで報告が行われた。宝暦8年9月2日（1758年10月3日）、老中本多正珍は罷免され、翌宝暦8年9月3日（1758年10月4日）には御用取次の田沼意次が郡上一揆、石徹白騒動の吟味への参加が命じられることになる。将軍側近である御用取次が評定所の吟味に参加した例はこれまでに無く、幕府中枢の老中まで事件に関与していたことが明らかとなり、幕府評定所御詮議懸りによる吟味の主目的であった幕府高官の事件関与の解明とその解決が困難を極める中、将軍の信頼厚い田沼意次が吟味に参加することによって事件処理の円滑化を図ったものと考えられる。

### 幕府役人の吟味終了と判決
将軍側近の田沼意次が吟味に正式参加するようになったものの、本多正珍に対する尋問は認められなかった。また寺社奉行から西丸若年寄に昇格していた本多忠央への尋問も困難を極めた。吟味に正式参加するようになった田沼意次は本多忠央の責任追及に積極的であったが、郡上一揆に関して大橋親義への尋問で明らかになった事実を突きつけてもそのほとんどを否認し、石徹白騒動についての尋問では自らの行動は寺社奉行間の合議に基づくものであることを認めさせた。それでも宝暦8年9月14日（1758年10月15日）には本多忠央は若年寄を罷免される。能吏との誉れが高い幕末の川路聖謨は事件処理に関する書類を読み、田沼意次の手腕を激賞しており、評定所吟味の過程で思惑通りには行かなかった点もあったが、田沼は吟味の過程で高い政治的、行政的能力を遺憾なく発揮したと考えられる。田沼は幕府中枢部が関与した難事件である郡上一揆の評定所吟味に参画を命じた将軍家重を始め、幕府内の期待に見事に応えた。
宝暦8年10月8日（1758年11月8日）には本多忠央に対する吟味が終了したことによって幕府役人への吟味はほぼ終了した。宝暦8年10月29日（1758年11月29日）、元老中本多正珍以下、幕府役人に対しての判決言い渡しが行われた。判決では石徹白騒動については幕府役人の責任は問われず、全て郡上一揆に関しての罪状であった。
先に老中を罷免された本多正珍は老中一座から、事件について聞き知っていたにもかかわらず適切な処置を怠ったとして逼塞処分が言い渡された。その他の関係者は全て御詮議懸りから判決が言い渡された。まず西丸若年寄を罷免された本多忠央は、郡上藩の年貢徴収法改正に幕府役人である美濃郡代が介入するように動いた事実を認定され、改易の上松平重孝に永預けを言い渡された。大目付曲淵英元は事件のいきさつについて把握しておきながら、駕籠訴吟味の際に事実を述べなかった責任を問われ、御役召放、小普請入、閉門を申し渡され、勘定奉行大橋親義は本多忠央とほぼ同等の理由により改易、陸奥相馬中村藩に永預けを言い渡された。そして美濃郡代の青木次郎九郎に対しては、幕領でもない郡上藩の年貢徴収法について介入したことは筋違いであるとされ、御役召放、小普請入、逼塞を言い渡された。
百姓一揆に関連して老中、若年寄、大目付、勘定奉行といった幕府高官が大量処分されたのは郡上一揆以外に他の例は無い。しかし実際の幕府高官に対する吟味は、特に老中であった本多正珍に対しての吟味や処分は徹底さを欠き、幕府高官の郡上一揆への介入問題については、おおむね勘定奉行大橋親義らの私的理由による権力の濫用として処分が決定された。これは当時の幕府勘定所が個人の裁量による権限行使を戒め、組織による対応を進めていたことにも対応している。
また郡上一揆の裁判によって、幕府内ではあくまで農民に対する年貢増徴によって財政再建を図る本多正珍らの勢力が衰退し、田沼意次に代表される商業資本への間接税を推進する勢力が主導権を握るようになる。田沼は郡上一揆の裁判が進む中、宝暦8年（1758年）9月には加増されて1万石となって大名に列した。加増された領地は郡上一揆の判決で西丸若年寄を罷免され、改易された本多忠央の領地であった遠江の相良であり、また将軍世子家治付きの西丸若年寄を務めており、家治が将軍となった暁には権力の座に就くことが予想された本多忠央の失脚は、田沼意次が更に権勢を拡大させる要因の1つとなった。

### 郡上藩役人、農民らの吟味

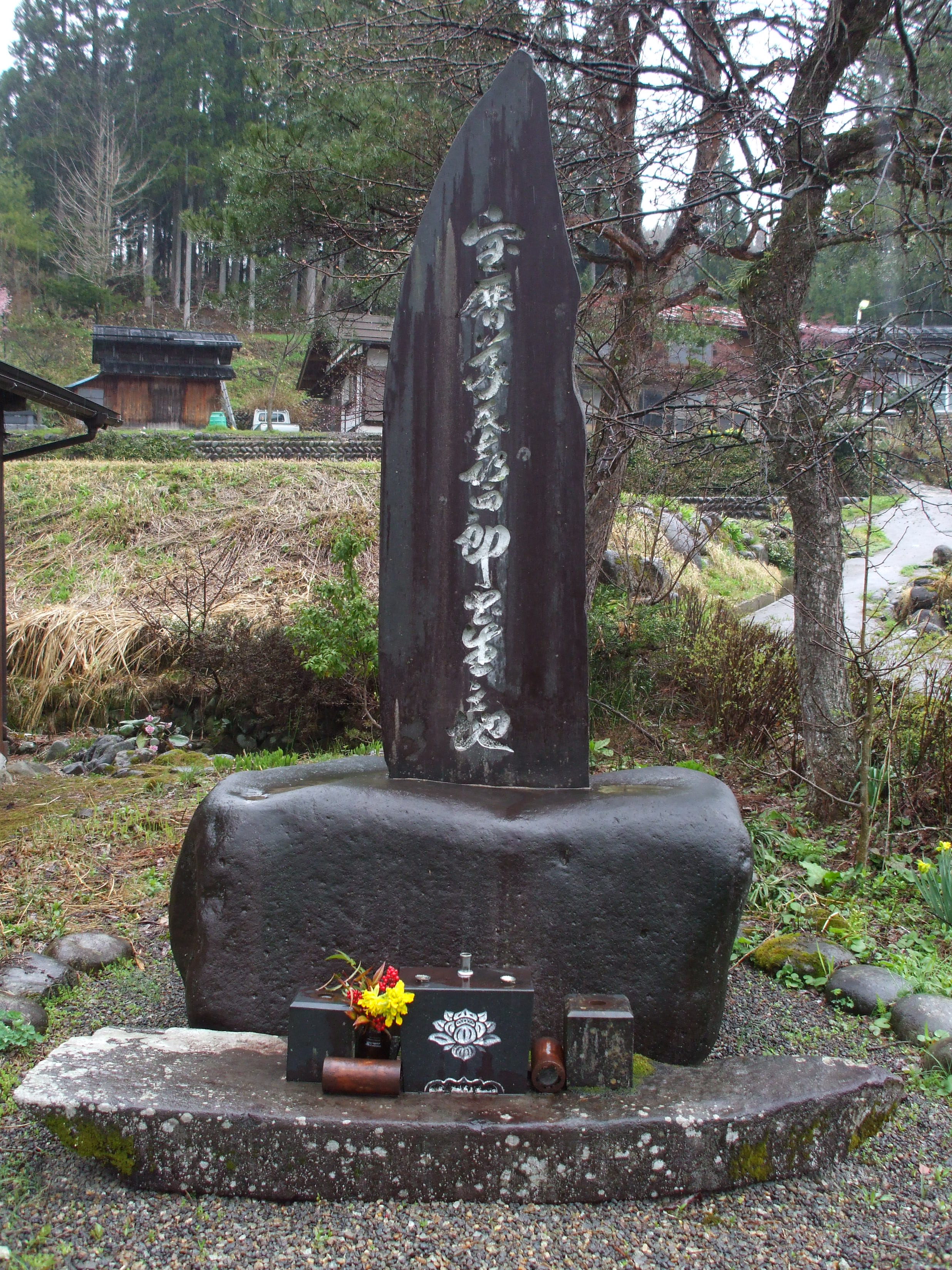
駕籠訴人の1人であり、前谷村定次郎とともに一揆勢の中核として活躍しながら、厳しい尋問の中牢死した切立村喜四郎の生誕地を記念する顕彰碑。

評定所御詮議懸りによる郡上一揆の吟味ではまず幕府役人の吟味が先行したが、宝暦8年（1758年）7月の吟味開始直後から事件に関係した大勢の郡上藩役人、農民らが江戸に出頭を命じられ、江戸へと向かった。郡上から江戸に向かった農民は総勢309人に及んだとの記録も残っている。また江戸に潜伏していた駕籠訴人の切立村喜四郎、前谷村定次郎は、宝暦8年8月26日（1758年9月27日）に、切立村吉十郎、前谷村吉郎治とともに御詮議懸り依田正次の邸に駆け込み訴えを行い、そのまま入牢となった。
評定所御詮議懸りによる吟味は、以前の駕籠訴吟味の時とはうって変わって農民たちに厳しいものとなった。郡上藩役人、農民、そして石徹白騒動の関係者に対する吟味は、幕府役人に対する判決言い渡しが終了した宝暦8年10月29日（1758年11月29日）以降、集中的に進められた。吟味ではまず農民が新たに開発していた切添田畑の有無について確認した上で検見取を正当化し、続いて一揆の組織や首謀者について厳しく追及した。拷問を含む厳しい取調べによっても農民たちはなかなか口を割らなかったが、宝暦8年11月3日（1758年12月3日）には、駕籠訴、箱訴人を厳しく取り調べた結果、一揆勢の指導者が判明した。
藩主金森頼錦以下、郡上藩役人らの吟味も進められた。金森頼錦への尋問は、郡上藩の年貢徴収法改正に対して幕府役人である美濃代官が介入した件についてどのような関与を行ったかと、気良村甚助の違法な処刑、そして石徹白騒動の処理についてであった。吟味の最中、宝暦8年9月26日（1758年10月27日）に金森頼錦は松平遠江守に預かり処分を受けた。そして郡上藩士の多くが江戸に呼び出されている状況が続いているとして、宝暦8年10月2日（1758年11月2日）には彦根藩に対して治安維持を目的とした郡上への出兵が命じられた。
宝暦8年（1758年）11月以降、厳しい尋問によって病人、そして牢死者が続出することになる。宝暦8年12月末の判決言い渡しまでに、駕籠訴人の切立村喜四郎を始め名が明らかである農民だけで16名が牢死した。また切立村喜四郎の遺体は取り捨て扱いとされた。厳しい取調べは農民ばかりではなく郡上藩役人らにも及び、郡上藩の検見取採用時に活躍した黒崎佐一右衛門も牢死した。また幕府高官から農民に至るまでの大勢の人々を連日のように取調べることは、評定所御詮議懸りにとっても負担が大きかったようで、御詮議懸りの勘定奉行菅沼定秀は宝暦8年12月11日（1759年1月9日）、評定所で体調不良を訴えて退席し、宝暦8年12月24日（1759年1月22日）に死去する。そして厳しい尋問が続く中、吟味が大詰めとなった宝暦8年（1758年）12月には、駕籠訴人、箱訴人、そして一揆の指導者から「公儀を恐れず」という発言が飛び出し、評定所御詮議懸りは更なる厳しい取調べを命じることになった。

### 一揆勢に対する判決
宝暦8年12月12日（1759年1月10日）には郡上一揆と石徹白騒動についての判決がほぼ固まり、宝暦8年12月15日（1759年1月13日）には申渡書が作成された。判決言い渡しは5名の老中、側用取次の田沼意次、御詮議懸り5名らが列席する中、宝暦8年12月25日（1759年1月23日）夕刻から翌日早朝までかけて行なわれた。判決の中で一揆勢の、騒動の原因は郡上藩の年貢徴収法改定の違法な押し付けで、百姓が安定して生活が営めることこそが国が上手く治まる条件であり、幕府の御慈悲によって郡上藩などの不正を取り締まることによってその実現を願っているとの主張を退け、逆に検見法の採用によって切添田畑の存在が明るみに出ることによる課税強化を恐れ、領主の申しつけに逆らって強訴を行い、更に駕籠訴を起こした上に、強訴と駕籠訴吟味の際には切添田畑の存在を隠したと、一揆勢を厳しく断罪した。
その他、駕籠訴人が郡上への帰国の際に帯刀したこと、公儀を恐れない行為の首謀者となったこと、村の秩序を破り庄屋らを脅し証文を取ったこと、騒動の活動資金を集める帳元となったこと、歩岐島騒動において藩役人らの命令に従わず暴動を起こしたこと、村預け処分でありながら脱走したこと、駕籠訴の判決を待たずして事実に反する内容で箱訴を行なったことなど、判決ではこれまでの一揆勢の行動全般にわたって断罪された。
判決では一揆勢の頭取と判断された切立村喜四郎、前谷村定次郎、歩岐島村四郎左衛門、寒水村由蔵の4名が獄門とされ、駕籠訴人の東気良村善右衛門、東気良村長助、那比村藤吉、箱訴人の歩岐島村治衛門、二日町村伝兵衛、市島村孫兵衛、東俣村太郎衛門、向鷲見村弥十郎、剣村藤次郎、そして鷲見村吉右衛門の10名がやはり一揆の頭取同様に当たるとして死罪を言い渡された。その他遠島1名、重追放6名、所払い33名など、一揆勢は大量処分を受けた。判決後、獄門、死罪を言い渡された者たちは腰に獄門、打首と書かれた札を付けられ、次々と刑場に引かれ処刑が行なわれた。

### 郡上藩主、郡上藩役人に対する判決
郡上藩主の金森頼錦は、郡上藩の年貢徴収法改正について、幕府役人である美濃郡代の青木次郎九郎や幕府要人の介入を求めたことが筋違いであると厳しく断罪された。また気良村甚助の違法な処刑、更には石徹白騒動の処理の不手際について厳しく指摘され、改易、盛岡藩永預けを言い渡された。ここに金森家は大名家としては断絶した。判決言い渡し後、即日金森頼錦は盛岡藩に身柄を引き取られ、まず盛岡藩の江戸藩邸に用意された囲いの間に収容された。宝暦9年（1759年）1月には幕府の許可を受けた上で盛岡に移送され、宝暦13年（1763年）の死去まで盛岡で監禁生活を送ることになる。
一方、郡上藩役人に対する判決では、石徹白騒動の責任も問われた家老の渡辺外記、粥川仁兵衛が遠島とされたが、その他の郡上藩役人への判決は比較的軽いものであり、これは2名の郡上藩役人に死罪が言い渡された石徹白騒動の判決とは対照的であった。郡上一揆に関する郡上藩役人の罪状は、美濃郡代の青木次郎九郎や幕府要人に対して郡上藩年貢徴収法改正への介入を依頼したこと、検見取の導入が強引であったこと、そして気良村甚助の違法な処刑に関与したことなどが挙げられている。
郡上一揆関連の郡上藩役人の処分が石徹白騒動の処分よりも軽かったのは、郡上藩全体を巻き込み、歩岐島騒動のような大規模な騒動を起こすなど、力で対抗してくる農民たちを相手とした郡上一揆に対し、野心家の神主、石徹白豊前と郡上藩役人の癒着が事件をこじらせることになった石徹白騒動の方が、郡上藩役人の責任追及が行いやすかったためであると考えられる。

### 江戸町民の反応と講釈師馬場文耕の獄門
郡上一揆の裁判が進む中、老中を筆頭とする幕府高官が処罰を受けるのを見た江戸町民は事件に関する関心を高めた。事件は「金森騒動」と言われるようになり、失脚した幕府高官や金森家を痛烈にあてこすった川柳、狂歌などが数多く作られた。
また講釈師馬場文耕は幕府評定所で進められていた裁判の情報を入手し、金森家による郡上藩の乱脈極まる支配の様子や、金森家と幕府高官との癒着についての情報を集め、講談としてまとめた。馬場は講談を執筆するに当たり郡上一揆関係者の農民からも取材したと考えられている。
馬場文耕はもともと主に明君徳川吉宗を顕彰する講談を発表してきた講談師であり、鋭い社会批判や政治批判を題材としていたわけではない。しかし宝暦8年（1758年）頃から社会や政治批判を明確にした講談を行うようになっていた。そのような中で馬場は江戸で話題となった金森騒動を題材とした講談を執筆し、発表した。この当時、百姓一揆を題材とした講談や本がしばしば発表されていた。内容的には太平記などの軍記物語からの引用、比喩を基本として、例えば高師直をモデルとした悪役（悪代官など）を、楠木正成をモデルとした正義の味方が懲らしめるという内容であり、農民を苦しめる悪代官や悪臣が明君によって放逐され、秩序が回復するといった筋書きであった。
馬場文耕は宝暦8年9月10日（1758年10月11日）から「武徳太平記、珍説もりの雫」と題した、評定所での郡上藩関連の吟味についての講談を行った。宝暦8年9月16日（1758年10月17日）、200名あまりの聴衆で超満員の中、講談を終えた馬場は南町奉行所の同心に捕縛された。馬場は吟味中も政治批判の手を緩めることは無く、評定所での金森家関連の裁判について幕府批判を続けた。幕閣中枢にまで処分が及ぶことになった郡上一揆の裁判を主題とした講談は幕府支配の綻びを指摘する行為と取られ、馬場文耕の講談は弾圧の対象となったが、罪状としては本来なら遠島相当であった。しかし取調べ中も政治批判を続けたことが問題視され、宝暦8年12月29日（1759年1月27日）、馬場文耕は市中引き回しの上打首、獄門とされた。また講釈会場の家主など関係者も軽追放、所払いなどの判決を受けた。
もともと市井で徳川吉宗の善政を題材としてきた講談師馬場文耕が、幕閣中枢まで処罰が及んだ郡上一揆の裁判を題材とした講談を発表し、逮捕されて取調べ中も幕府政治批判を繰り返し獄門に処せられた事実は、当時しばしば発表されていた一揆を題材とした講談や本における、農民を苦しめる悪代官や悪臣が明君によって放逐され、秩序が回復するといったストーリーでは括りきれないものを示している。これは郡上一揆が発生した宝暦期、これまでの秩序の綻びが見え始め、政治秩序の行き詰まりが明らかとなってきたことの現れと評価できる。

## 一揆後の郡上

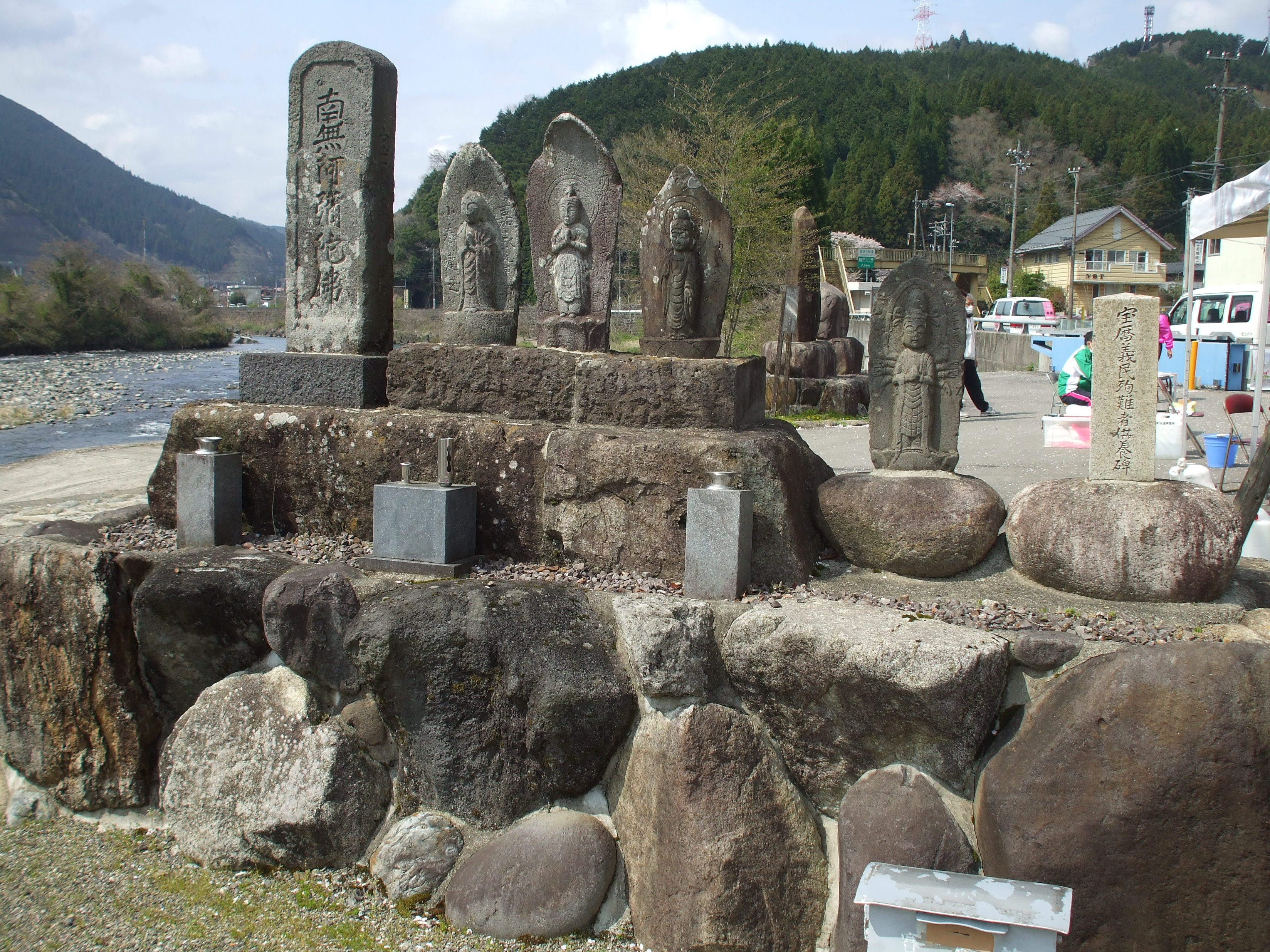
前谷村定次郎、歩岐島村四郎左衛門、寒水村由蔵の首が獄門にされた穀見刑場の跡

一揆勢のうち獄門の判決を受けたのは切立村喜四郎、前谷村定次郎、歩岐島村四郎左衛門、寒水村由蔵の4名であったが、うち切立村喜四郎は牢死して遺体は取り捨て処分を受けていたため、実際に処刑され獄門となったのは前谷村定次郎、歩岐島村四郎左衛門、寒水村由蔵の3名であった。判決直後に処刑された3名の首は首桶に入れられて郡上へと運ばれ、宝暦9年1月18日（1759年2月15日）から宝暦9年1月20日（1759年2月17日）にかけ、穀見刑場で獄門にされた。獄門の開始時には3名の親族を呼び出し獄門に処することを申し渡したところ、親族からは「空しく牢死した者の多い中、裁判の結果を聞いた後に処刑された上に、首をここまで持ってきていただいて獄門にされるのは、一揆勢の中でもこの上もない幸せ者であり、本懐を遂げたことを本当に嬉しく思います」との大胆不敵な声が上がり、役人たちから追い立てられたとの逸話も残っている。
獄門、死罪や追放を言い渡された農民の土地や家屋は競売にかけられることになり、美濃本田代官川崎平右衛門が欠所検使役を命じられ、宝暦9年2月28日（1759年3月26日）までに19名の土地が競売された。その際、競売には同じ村の立者のみが参加を認められ、他村の者や寝者は競売から排除された。この温情ある計らいに獄門、死罪や追放を言い渡された農民の家族や村人たちは大層喜んだ。土地の競売に続いて家屋の競売も進められたが、やはり他村の者や寝者は競売から排除された。
一揆勢の帳元クラスの幹部の中で、大間見村田代三郎左衛門は用心深く行動したこともあって評定所御詮議懸りによる取調べ・処分から逃れることができた。大間見村田代三郎左衛門は判決を見届けた後、帳元クラスの中で田代三郎左衛門以外では最も軽い追放刑を言い渡された剣村庄右衛門とともに関寄合所へ向かい、両者で一揆勢の資金についての最終精算を行った。
宝暦8年12月26日（1759年1月24日）、芝の金森屋敷は大混乱の中で午前10時頃までに引き払われ、藩別邸など江戸にあった他の郡上藩関連の施設とともに同日中に召し上げられた。大晦日の宝暦8年12月30日（1759年1月28日）には、藩主世子であった金森頼元が渋谷の祥雲寺に江戸詰めの家臣を集めて一同に離散を言い渡し、藩士は散り散りとなった。また宝暦8年12月26日（1759年1月24日）には江戸から郡上へ飛脚が送られ、大晦日の宝暦8年12月30日（1759年1月28日）夜、郡上に到着した。年も押し詰まった大晦日の夜にお家断絶を知らされた金森藩士は大騒ぎとなった。宝暦9年1月5日（1759年2月2日）には側用人の三浦連が江戸からやって来た。三浦は藩士全員を集めてこれまでの経緯を説明した上で、金森頼元の命としていたずらに動揺しないよう、そして金森家の所有する家宝などを全て売却し、売却益を藩士などに分配するよう指示した。
改易された金森頼錦の後釜として、宝暦8年12月27日（1759年1月25日）、幕府より丹後国宮津藩の青山幸道が新たな郡上藩主として転封を命じられた。青山氏が郡上に入るまでの間、近江国信楽代官の多羅尾四郎左衛門が郡上を一時支配することになり、宝暦9年2月7日（1759年3月5日）、多羅尾四郎左衛門一行は郡上に到着した。多羅尾四郎左衛門の郡上到着後、郡上八幡城引き渡しの準備が急ピッチで進められた。宝暦9年（1759年）2月、幕府からは引き渡しを受けるための人員が派遣され、宝暦9年3月1日（1759年3月29日）には幕府からの使いが郡上に到着し、主に郡上領内の治安に関する高札を立て、更に旧金森家家臣を集め、今後30日以内に立ち退きを行うよう命じ、もし事情により30日間に立ち退くのが困難な場合には借宅証文を渡すと伝えた。
郡上八幡城の接収と青山氏入府までの在番は、岩村藩藩主松平乗薀が命じられた。宝暦9年3月1日（1759年3月29日）には岩村藩の先遣隊が郡上に到着し始め、城受け取りの準備を開始した。松平乗薀は宝暦9年3月12日（1759年4月9日）郡上に到着した。翌宝暦9年3月13日（1759年4月10日）午前6時頃、松平乗薀は多羅尾四郎左衛門らとともに郡上八幡城に入城し、城引き渡しを受けた。旧金森家家臣らは泣く泣く城を後にし、離散していった。
金森家改易の結果、数百人の郡上藩士が浪人となった。彼らは金森浪人と呼ばれ、一部は金森家の後に郡上藩にやって来た青山家に仕えることが出来たが、郡上で町人となった者も多く、そして数多くの金森浪人が郡上を離れ他国へと流れていった。

宝暦9年（1759年）4月には青山氏の先遣隊が郡上に入った。5月末から6月にかけて青山家家臣が続々と郡上に到着し、宝暦9年6月17日（1759年7月11日）、城の引き渡しが行われた。郡上に入った青山氏に対して、幕府は切添田畑についての調査を行うよう命じた。これは郡上一揆の判決で、農民が一揆を起こした主因が切添田畑を隠すことが目的であったと断定したことによるもので、藩は郡上郡内の各村に調査を命じた。宝暦10年（1760年）6月の各村からの届出によれば、郡上郡内全体で333石あまり、郡上郡内全体の石高の約1.5パーセントに当たる切添田畑が明らかとなった。
また郡上一揆最大の闘争目標であった検見法についても、宝暦9年（1759年）10月には正式に採用が言い渡されている。そして農民には厳しく質素倹約を命じて年貢の確保を図った。また村々の庄屋の上に数人の大庄屋を置き、村で発生した問題はまず庄屋が解決を図り、それでも解決が困難な場合には大庄屋が、更に解決困難な問題は藩が解決に乗り出すことにするなど、農村支配体制の強化を図った。
農業生産性が高いとはいえない郡上藩では、青山氏の時代も厳しい財政難が続くことになる。しかし農民たちの願いに応じて村ごとに三ヵ年限定の定免法採用をしばしば認め、飢饉時には農民に対する支援も行った。また歴代藩主は領内を巡検して農村事情を確認するなど、厳しい財政状況に悩ませられながらも、青山氏はきめ細かい農村への配慮を欠かさなかった。青山家の農民支配は厳しい統制を行う反面、農民たちに対する配慮も見られた。
また青山氏が郡上に転封となった郡上一揆直後、領内は立者、寝者の厳しい対立や、一揆によってお家断絶となった旧金森家家臣である金森浪人の存在など様々な反目が渦巻いていた。実際、金森氏改易後、青山氏の着任までの間郡上を治めた代官の多羅尾四郎左衛門に対し、立者たちが多数を占める村で寝者が孤立して難儀しているとの訴えが多く出され、また金森浪人の指示で一揆勢の墓石を破壊した上、川に投げ捨てるといった事件も発生している。このような藩内がずたずたとなった状態を和らげ、人々の融和を図るため、郡上に転封された青山幸道が夏の盆踊りを奨励したことが、郡上おどりの起源であるとの説がある。
郡上一揆後、農民たちは一揆で犠牲となった人々の供養を行うようになった。明和元年（1764年）に七回忌が行われたのが最初の供養とされ、嘉永2年（1849年）から嘉永3年（1850年）にかけ、郡上郡内全域で百回忌が行われた。しかし江戸時代に村方三役や藩などと厳しく対立した郡上一揆の参加者を顕彰することはやはり困難があり、ようやく明治以降になって一揆の顕彰が始まるようになった。本格的な顕彰の動きは、明治44年（1911年）北濃村の三島栄太郎が「濃北宝暦義民録」を刊行し、義民顕彰碑建立の計画を立てたことに始まり、現在郡上市内各地には、「宝暦義民碑」「郡上義民碑」など、一揆に加わった農民たちを顕彰し、記憶にとどめるための記念碑が数多くある。
昭和39年（1964年）、岐阜の劇団はぐるまのこばやしひろしは戯曲「郡上の立百姓」を製作した。郡上の立百姓は昭和40年（1965年）の第二次訪中日本新劇団公演のレパートリーに採用され、主役の定次郎は滝沢修が演じ、評判となった。戯曲郡上の立百姓はその後も折に触れ公演が行われ、岐阜県の農家出身の映画監督神山征二郎は郡上の立百姓を原作とした映画、「郡上一揆」を平成12年（2000年）に完成させた。

## 郡上一揆の特徴と影響

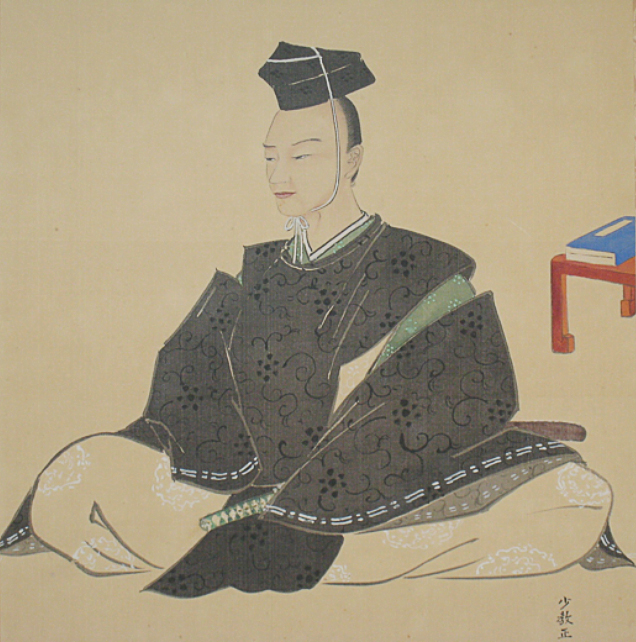
郡上一揆は田沼意次台頭のきっかけとなった。

年貢徴収法改正をきっかけとして郡上一揆を起こし、藩と長期間の抗争を続けた郡上の農民たちは、藩や幕府を倒すなどといった革命を起こそうとしたわけではなく、これまでの定免法による年貢徴収法の堅持を願った、いわば現状維持を要求として掲げた闘争をおこなった。郡上農民たちは「仏神三宝のお恵み」を心の支えとし、「先規の通り」を願っており、基本的には素朴な宗教心に支えられた現状維持を願う保守的な闘争であった。このような一揆勢の思想は、お上の慈悲を願う形を取りつつ、仁政を行うことを為政者に要求する一揆の基本的な闘争方針へと繋がった。
その一方で、郡上一揆は単に保守的な現状維持を目指した闘争という視点では括りきれない複雑な一面を持っている。一揆が発生した宝暦期は、商品経済の発達や幕府や諸藩による年貢増徴策が強行された影響で、豊かな農民と貧農との格差が拡大していた。郡上一揆では豪農や庄屋などという豊かな農民たちの多くが検見法を受け入れていくのに対して、貧しい農民たちの多くは定免法の現状維持を願うとともに、水呑百姓が寺社奉行の高札を引き抜いたり、評定所の吟味終盤で「公儀を恐れず」という発言が飛び出したり、更には一揆首謀者3名が獄門にされる際、親族が役人に対して不敵な発言をするなど、一揆に参加しながら硬直した社会体制に対する一種の異議申し立てを顕在化させた。これは講談師馬場文耕が幕閣中枢まで処罰が及んだ郡上一揆の裁判を題材とした講談を発表し、逮捕されて取調べ中も幕府政治批判を繰り返した結果、獄門に処せられたこととともに、これまでの社会秩序に綻びが見え出した現れと考えられる。
また郡上一揆は当初一揆に参加していた庄屋層の脱落、藩側の度重なる弾圧、そして反一揆勢である寝者との対立などを乗り越え、足かけ5年に及ぶ長期間に渡る闘争を継続した点も大きな特徴といえる。多くの困難を抱えながら闘争を継続できたのは、帳元らを中心としたしっかりとした組織固めを行って一揆勢の意思統一を図り、庄屋帰還阻止運動や歩岐島騒動など節目となる重大事には数千人の大衆動員を行い、郡上郡内各地域で分担して献金を集め闘争資金を用意するといった、現代的とも言える優れた方法で闘争を進めていたことがその理由として挙げられよう。
その他郡上一揆の大きな特徴としては、藩主金森頼錦が改易された上に、老中、若年寄、大目付、勘定奉行という幕閣中枢が罷免されたという点が挙げられる。百姓一揆が原因で大名が改易された例としては、正徳2年（1712年）に安房国北条藩の屋代忠位が万石騒動によって改易された例があるが、幕閣中枢が罷免される事態を招いた例は郡上一揆以外ない。
宝暦期は幕府が大名に対する統制を強化した時代であり、金森頼錦の改易も大名統制の一環との見方もあるが、当時、これまで幕府を支えてきた石高制の矛盾が現れてきており、そのような中で幕府内では年貢増徴によって財政健全化を図ろうとする勢力と、年貢増徴策の限界を見て商業資本への間接税課税に活路を見出そうとする勢力との路線対立が表面化していた。郡上一揆の裁判の結果、年貢増徴による財政健全化を図る勢力が衰退し、商業資本との共生を通じて間接税課税を進める勢力が主導権を握るようになった。そのような中、急速に台頭してきたのが田沼意次であった。郡上一揆と石徹白騒動の評定所吟味に参加を命じられた田沼は、幕閣中枢が関与した難事件であった郡上一揆の吟味の経過で辣腕を見せ、田沼を信任して評定所吟味に参加させた将軍家重を始め、幕府内でその政治的、行政的能力が認められることになる。そして田沼は事件終了後も評定所への参加を継続し、幕政に直接関与するようになった。また田沼は郡上一揆と石徹白騒動の評定所吟味の最中である宝暦8年（1758年）9月、郡上一揆の責任を問われ失脚した西丸若年寄本多忠央の領地であった遠江相良の領地を加増され、大名に列した。将軍世子家治付の若年寄であった本多忠央は、家治が将軍になった暁には権力の座に就くことが予想されていたため、結果として本多忠央の失脚も田沼意次台頭の要因の1つとなった。歴史学者の大石学は、「田沼時代はまさに郡上の農民たちによって幕が開けられた」と評価している。